# 遊☆戯☆王5D's
『遊☆戯☆王5D's』（ゆうぎおうファイブディーズ）は、2008年4月2日から2011年3月30日までテレビ東京系で放送されていたテレビアニメ作品。字幕放送。シリーズ初のハイビジョン制作(地上アナログ放送ではレターボックス放送)を実施。

## 概要
集英社『週刊少年ジャンプ』創刊40周年、及び『Vジャンプ』15周年記念作品。アニメ作品『遊☆戯☆王デュエルモンスターズ』の世界観を継承した、『遊☆戯☆王』のテレビ東京系アニメシリーズの3作目である。前作『遊☆戯☆王デュエルモンスターズGX』同様、完全アニメオリジナル作品となっている。
舞台は『遊☆戯☆王デュエルモンスターズ』から数十年後の童実野町「ネオ童実野シティ」。新主人公不動遊星を中心に物語が展開する。今作もカードゲームが主軸の物語ではあるが、新概念としてプレイヤーがD・ホイール（バイク）に乗りながらゲームを行う「ライディング・デュエル」が導入された。デュエルはすべてD・ホイールに乗って行うわけではなく、従来通りのデュエルも「スタンディング・デュエル」と称して行われている。またメインタイトルからは過去2作につけられていた『デュエルモンスターズ』が外れ、『遊☆戯☆王』のタイトルロゴも新たなデザインに変更された。ただし、作品世界内でのカードゲームの呼称である『デュエルモンスターズ』は本作中でも継続して使用されている。
これらの舞台設定やアイディアの基礎は『遊☆戯☆王』原作者の高橋和希の発案であり、高橋は他にも主要人物、主要モンスター、D・ホイールのデザインも手がけている。D・ホイールは「舞台を世界規模に広げるためにその移動手段を用意するのは必然」であるとし、ライディング・デュエルは「前2作において通常のデュエルはやり尽くしたため、続編を作るのであれば新しいデュエルを見せることに挑戦したい」といった理由で作りだされた。高橋自身は前作『GX』で『遊☆戯☆王』を締めくくるつもりでいたが、シリーズが高橋一人の範疇を超えたメディアミックスを展開していることや、アニメのスタッフと親しかったことなどを理由に本作が最後という気概で仕事を引き受けた。
ストーリー原案は高橋が以前に描いたという読みきり漫画が元になっている。この時点で「燃え盛るナスカの地上絵の上にそびえる巨大な敵と、それに立ち向かう5人の戦士がバイクで疾走しながら戦う」というダークシグナー編におけるイメージがすでに固まっており、また5人の戦士が転生して戦いが次世代へ引き継がれていくと言う設定も共通している。なお、高橋がアイディアを提供したのはダークシグナー編までであり、WRGP編のストーリーは全てアニメスタッフによるものである。高橋は「終盤の盛り上がりには感心した」とアニメスタッフを評している。
カードホビー『遊☆戯☆王オフィシャルカードゲーム』（以下OCGと表記）とタイアップしており、第6期の「THE DUELIST GENESIS」（2008年4月19日発売）から第7期の「EXTREME VICTORY」（2011年2月11日発売）までの約3年間に渡り、アニメに登場したカードを多数収録して販売された。作中のキーカードである「シンクロモンスター」は強力な効果を持ち汎用性が高いことから登場当初から人気を博し、多くのデッキに採用されることとなった。また登場人物が使う「BF（ブラックフェザー）」と「インフェルニティ」の2種のテーマデッキは、ゲームとOCGの双方の世界大会で上位に名を連ね、国内では2大勢力と呼ばれるまでに流行した（詳細はカード節にて後述）。前作と同様に、視聴者の考案したカードを募集し、当選者のカードは74 - 78話までの劇中で実際に使用されている。また全てOCG化している。
前述通り、アニメ遊戯王シリーズに於いて初のハイビジョン制作を行なっており、地上デジタル放送では16:9画角のデジタルハイビジョン放送を実施。地上アナログ放送では16:9レターボックス画面比率で放映している。
テレビ東京の公式サイト及びコナミの遊☆戯☆王ファイブディーズOCG公式サイトでは「デュエルワンポイントレッスン」が15話以降から新たに開始された。毎週放送されたデュエルを例として、デュエルのルール、魔法や罠の効果などを龍亞と龍可を中心としてコミカルかつ、分かりやすく説明している。
65話から98話までは劇場アニメとタイアップし、各所で宣伝映像や番組プレゼントなどが行われた。
2009年からは月刊『Vジャンプ』にて、本作を元に物語を再構成した漫画『遊☆戯☆王5D's (漫画)』（原作：彦久保雅博、漫画：佐藤雅史）が連載されていた。
アニメ本放送終了後、テレビ東京系列（土曜 7:30 - 8:00）にて2012年2月4日から2015年1月31日まで再放送された。また、BSテレビ東京（BS放送）でも2017年11月17日から2020年11月6日（金曜 17:00 - 17:27）にかけて初放送された。

## あらすじ
舞台は武藤遊戯がいた時代から数十年後の童実野町。そこはネオ童実野シティと呼ばれ、身分の高低を明確にし上層地帯と下層地帯に分けられている階層社会であり、新エネルギーのモーメントによって稼動するD・ホイールと呼ばれるバイク型デュエルディスクを使用したライディング・デュエルが流行していた。
本項並びに関連記事では『遊☆戯☆王 10th Anniversary Animation Book』に倣いダークシグナー編完結（第64話）までを第1部、WRGP編以降を「セカンドステージ」（第2部）とし、1-26話までの「デュエル・オブ・フォーチュンカップ編」を第1章、27-64話まで「ダークシグナー編」を第2章、65話以降を「WRGP編」を第3章と区別する。また下記のあらすじは同本の100-122頁と公式サイトのあらすじ紹介を引用して記載する。

### 第1部

#### デュエル・オブ・フォーチュンカップ編
ネオ童実野シティの下層地帯「サテライト」で仲間と生活を共にしている主人公・不動遊星は、ライディング・デュエルのキングでありライバルのジャック・アトラスにかつて奪われた、自分の大切なカードである「スターダスト・ドラゴン」を取り戻すべく、サテライトから脱出する。シティで再会を果たした遊星とジャックは、スタジアムでライディング・デュエルを行う。白熱した戦いを繰り広げる中、二人の腕に突如痣が浮かび上がり、さらにエースドラゴン同士の攻撃と共に謎の赤い竜が現れた。
デュエル後、遊星は不法侵入により収容所へ送られ、そこで出会った矢薙から星の民と赤き竜の痣を持つ戦士「シグナー」の伝説を聞く。シグナー達の力の覚醒を狙う治安維持局長官レクス・ゴドウィンの権限で出所した遊星は、自身を追う捜査官の牛尾の追跡を振り切り、シティの上層地帯トップスで龍亞・龍可という双子と、そしてシティの無法地帯「ダイモンエリア」で黒薔薇の魔女と恐れられる十六夜アキと出会う。
ゴドウィンは、遊星に対し仲間を人質に取って優勝者がキングであるジャックへの挑戦権を獲得できる大会「デュエル・オブ・フォーチュンカップ」への出場を強制する。この大会でゴドウィンにより集められた遊星、アキ、龍可、そしてジャックの4人は、シグナーの力を覚醒させられることとなる。そして大会最終戦である遊星とジャックのデュエルにおいて、再び赤き竜がその姿を現しシグナー4人を別次元の世界に誘った。そこで目にしたのは崩壊する世界のヴィジョン。蜘蛛の地上絵が大地に浮かび上がり、サテライトが崩壊するものだった。

#### ダークシグナー編
フォーチュンカップを終えて、新たなキングとなった遊星の前に「ダークシグナー」と名乗る蜘蛛の痣を持つ者が現れ、デュエルを挑まれる。そのデュエルはデュエルのダメージが現実と化す「闇のデュエル」だった。冥界の力の象徴であるマイナスのレベルを持つ「ダークシンクロモンスター」の力に苦戦しつつも勝利した遊星は、ゴドウィンから彼らとシグナーに関する因縁と世界を破滅させると言う目的を聞き、戦う決意を固める。遊星はかつての親友でありダークシグナーと化した鬼柳と戦うが、ダークシグナーの切り札である「地縛神」に圧倒され完敗を喫する。その後も召喚された地縛神により、多くのサテライト住民が魂を吸収され甚大な被害が出た。
一度は地縛神の力に恐怖した遊星も立ち直り、過去に負ったトラウマを克服したアキと旧友のクロウも仲間に加わる。そして、ダークシグナーと決着を着けるべく、サテライトの中でも特に荒廃したB.A.D地区で、それぞれの宿星の元に戦いを繰り広げていく。世界を滅ぼす力を持つ冥界の王が封じられた4つの旧モーメント制御装置で因縁深い相手との戦いを次々に制しサテライトを救ったシグナー達だったが、あと一歩でその出現を許してしまう。全てのダークシグナーを倒した遊星達の前に立ちふさがったのは、赤き竜と邪神の力を宿し、世界の破壊と再生を企むゴドウィンだった。遊星達はゴドウィンを冥界の王もろとも打ち倒し、ダークシグナーによる世界滅亡の危機を防いだ。

### 第2部

#### WRGP編
ダークシグナーとの戦いから半年後、ネオダイダロスブリッジが繋がったことでシティとサテライトは一つになり、街は急速に復旧と発展を遂げた。アキ、龍亞、龍可はデュエル・アカデミアに通い、遊星、ジャック、クロウの3人は1年後にネオ童実野シティで開かれるワールド・ライディングデュエル・グランプリ(通称「WRGP」)に向けてD・ホイールの開発に励んでいた。そんな中、相手をクラッシュまで追い込む正体不明のD・ホイーラー、ゴーストが現れる。遊星はゴーストとのデュエルで、ダークシグナーとの戦い以来となるダメージがその身にかかる戦いを体験する。デュエルは遊星の辛勝により幕を閉じるが、ゴーストの使う「機皇帝」のシンクロモンスターを吸収する能力を前に新たな戦略を求められることになった。その後、突如現れたメカニック兼D・ホイーラーのブルーノによりシンクロを超えるアクセルシンクロの存在を知った遊星は、ゴーストを影で操っていたプラシドとの戦いで遂にアクセルシンクロを完成させる。遊星は戦いを経てこの事件の背後でイリアステルが糸を引いていることを知る。
1年後、ついにWRGPが開催され、遊星たちは「チーム・5D's」として大会に出場する。大会中にイリアステルへの復讐を誓うシェリーと共にイリアステルへの調査を続ける中で、彼らが過去の歴史を自分達の都合のいいように改ざんしてきた事実を明らかにする。
WRGP決勝戦、歴史を改ざんして大会に出場した、プラシド達イリアステルの三皇帝の「チーム・ニューワールド」と対決するチーム・5D'sは、戦いの中で彼らがモーメントの暴走によって破滅した未来から来たことと未来を救うために現在のネオ童実野シティを滅ぼそうとしていることを知る。だがそれでも現代を守ろうとする遊星達は彼らを否定し真っ向から打ち破る。

#### アーク・クレイドル編
WRGP優勝を飾ったチーム・5D'sだが、戦いで蓄積したモーメントにより完成した「サーキット」の影響により、ネオ童実野シティを崩壊へと誘う巨大都市「アーク・クレイドル」が町の上空に出現し、都心部に向けて降下を始める。チーム・5D'sは、ネオ童実野シティを救うため、準決勝で戦った神のカードを持つチーム・ラグナロクの力を借りて決戦の地アーク・クレイドルへと向かう。遊星は、全ての事件を影で操り、自分達を翻弄し続けてきた黒幕のZ-ONEを激戦の末に打ち破り、遂に未来人との戦いを終結させた。
戦いも終わり、チーム・5D'sのメンバーはそれぞれが進みたいと思う道を歩むことを決めてネオ童実野シティを去っていく。父を継いでモーメントを研究するためネオ童実野シティに残ると決めた遊星は、またいつか会える日を信じて仲間達を見送るのだった。

## 作中用語

### デュエル関連
ライディング・デュエル
ネオ童実野シティで流行しているデュエル。「ライディングデュエル・アクセラレーション」の掛け声で開始する。D・ホイールに搭乗し、ハイスピードで疾走しながら、専用のフィールド魔法「スピードワールド」の影響の下、特殊ルールでのデュエルを行う。
ネオダイダロスブリッジの完成後は、より改良された「スピードワールド2」が使用されるようになり、町中に専用コースも完成した。シティはライディング・デュエルを推奨しており、コースが自動で組まれたり、デュエルが始まると一般車両が退避するよう促す放送が流れる。コースはコンピューターが自動で検索・使用の申請をし、一般道が変形した独自のコースが形成される。
魔法カードはスピードスペルと呼ばれる特殊な魔法しか使用できない。
このデュエルに対し、従来はスタンディング・デュエルと呼ばれる。
また、敗者のD・ホイールからは煙が吹くようになっている。
D・ホイール
- 声：向後啓介

デュエルディスクの発展系であるオートバイ型のデュエルマシン。形状・性能には個体差がある。本体の他に、バイザーに場のモンスターのステータスが表示されるヘルメットと、デッキホルダー及び手札ホルダーを備え、左腕に装備するデバイスで構成される。デュエルが開始されると自動操縦（オートパイロット）に切り替わるが、手動操縦（マニュアルモード）のままにすることも可能。運転には専用のライセンスの取得が必要となる。
モーメントアウトでデュエルディスクにもなる。
デュエルボード
スケートボード型のマシン。デュエルボードとデュエルディスクを接続することで、D・ホイールのライセンスを持たない子供でも簡易的にライディング・デュエルを行うことができる。劇中使用したのは龍亞、龍可、ルチアーノ。
シンクロ召喚
今作から新たに登場したモンスターの召喚方法。チューナーモンスターとチューナー以外のモンスターを墓地へ送ることで、エクストラデッキからレベルの合計が一致する「シンクロモンスター」を特殊召喚できる。今作では主人公達を始めとする多数のデュエリストが使用している。しかし、儀式モンスターのようにレベルを超えての召喚はできない。

### 赤き竜関連
赤き竜（あかきりゅう）
3000年前に当時の星竜王が邪悪な戦乱を治めるべく竜の星に祈りを捧げた時、竜の星が応えた結果として召喚された。
赤い炎に包まれたような姿が特徴。
シグナーの戦いに呼応する形で姿を現し、そのたびにシグナーに力を貸し危機を救った。5000年前に邪神をナスカに封印した後、頭・翼・手・足・尻尾の5つに分かれて竜の痣となって人間界に封印されたらしい。赤き竜の痣は終盤で「心臓」が加わったが、対して赤き竜の紋章は当初から「心臓」も描かれていた。。
作中ではピンチに陥ったシグナー達を別の場所に運ぶなどの活躍が多く、カードとしては登場しなかったが、「遊☆戯☆王5D's (漫画)」にて「究極神 アルティマヤ・ツィオルキン」として登場した。
星の民（ほしのたみ）
天空の神殿と呼ばれる巨石を築き上げ、万物を司るという竜の星を神と崇めていた、3000年前のプレ・インカ文明の時代に南米アンデス高地に存在した民族。竜の星からもたらされる全ての英知は統治者である星竜王に伝承されていた。そして星竜王を通じて星の民たちは竜の星に導かれ独自の社会と文化を作り上げたとされている。5000年前に赤き竜とその僕の5体の竜の力を借りてダークシグナーと戦った。
5000年後に起こる戦いに備えてイリアステルの基盤を創設したとされている。
竜の痣（りゅうのあざ）
星の民に選ばれし者である「シグナー」に浮かぶ痣のこと。痣は6つあり、赤き竜の頭（ドラゴン・ヘッド）、手（ドラゴン・クロー）、足（ドラゴン・レッグ）、翼（ドラゴン・ウィング）、尻尾（ドラゴン・テイル）、心臓（ドラゴンズ・ハート）に分けられる。ゴドウィン曰く、竜の痣を持つものは赤き竜を召喚できるらしい。シグナーが自分のドラゴンを召喚したり、地縛神や機皇帝、星界の三極神などの特殊な力を持つ敵との激戦により疼きを伴って反応し、右腕に赤い光と共に浮かび上がる。
また、痣には外的な異変からシグナーを守る力や他の強大な力に反応する力を有しており、地縛神の生け贄や常人に視認できないアーククレイドルの認識、イリアステルの歴史改変から赤き竜が守る他、ダークシグナーの痣やルーンの瞳と共鳴する。
シグナー
赤き竜の痣を持つ人間のこと。「赤き竜の戦士」とも呼ばれ、それぞれ自身の力を引き出す竜を従えている。赤き竜の力を宿す「#シグナーの竜」は時代を超えて姿を変えながら生き続けており、デュエルモンスターズではドラゴン族のシンクロモンスターになっている。旧モーメントでは制御装置の封印に使用されていた。

### ネオ童実野シティ関連
ネオ童実野シティ（ネオどみのシティ）
『遊☆戯☆王デュエルモンスターズ』当時の童実野町から数十年経過した姿。高層ビルが立ち並んでおり、階級社会が出来上がっていたが、第3章以降はその制度は無くなっている。日本国内である故に通貨も円だが、住民はかなり多国籍になっている。
トップス
ネオ童実野シティの最上層で高層ビルの屋上に存在する。セキュリティのエリートによって警護されており、シティ及びサテライトのセキュリティがここで捜査活動を行うには正式な手続きを踏んで許可を得る必要がある。
シティ
ネオ童実野シティの上層。街の中心部には高層ビルが立ち並び、高度な技術が発達したことによって人々の生活は快適になっている。
サテライト
ネオ童実野シティの最下層。地区ごとにアルファベットがふられている。身分の低い者の居住区で中心部とは対照的に暗く寂れており、スラム街に近い。また、中心部の繁栄を支えるための工場や施設が並び立っており、中心部から排出される廃棄物の処理も行われる。犯罪者等もここに送られてくるため、ここに住む者を「クズ」と呼んで卑下するシティの人間は少なくない。普段はシティと隔離されておりサテライトの住民はシティに行くことができないが、ゴミを再生して再使用するというシステムのため作業船が出ており、それを使えばサテライトとシティを行き来することができる。
セキュリティ
ネオ童実野シティにおける警察組織。シティを巡回する捜査官には1人に1台D・ホイールが与えられている。シティ及びサテライトの捜査官はトップス居住エリアで捜査活動を行うには許可を得なければならない。ちなみに捜査官1人に1台D・ホイールが支給されたのは3年程前の話。
マーカー
ネオ童実野シティ管内における犯罪歴のある者を対象とした不適合者の印。対象者の顔の何処かにレーザー型の装置で照射し、相当の激痛を伴いつつ焼き付けられる。それぞれ個別のIDを持ち、対象者の詳細なデータが記録されている。マーカーを付けられた者はネオ童実野シティで生活権のないことを意味しており、シティにおいて差別の対象になる。幾度も犯行を重ねた者は複数のマーカーを付けられる。
収容所（しゅうようじょ）
ネオ童実野シティ治安維持局が管轄する、シティで問題を起こした者を収容し再教育を受けさせるための施設。
様々な罪状を持つ不適合者が収容されている。部屋の扉は刑務官のリモコンによって開閉できる仕組みになっていて、決められた時間内はある程度自由に行動することが許されている。
モーメント
ネオ童実野シティが「究極のエネルギー発生システムにして夢の永久機関」と定義するエネルギー。開発者は遊星の父、不動博士。現行のデュエルディスク、D・ホイールを含むあらゆる乗り物の動力として採用されているほか、シティの中心部に設置された巨大モーメントはシティ全域のエネルギーを担っている。海馬コーポレーションの地下でそのモーメントは管理されている。
旧モーメント
サテライトのBADエリアに存在する初期型のモーメント。不動博士とゴドウィン兄弟が中心となったモーメント開発機関MIDSの元で開発を進めていた。しかし、開発途中から度々逆回転が起こるモーメントの異変を危惧した不動博士によって開発中止と共に制御装置が取り付けられるが、ダークシグナーの痣に浸食されたルドガーの手によって取り外されて暴走、ゼロ・リバースの原因となる。
ゾーンの未来では唯一残ったモーメントとしてアーク・クレイドルの動力源として機能している。同時にゾーンの生命維持装置とも連動している。
遊星粒子
不動博士とルドガーが発見した新たな粒子でモーメントのエネルギー源。遊星歯車のように粒子と粒子を結ぶ特性を持つ。その最大の本質は人の心を読み取ることにあり、開発時点で不動博士とルドガーはそれに気付いていた。
古代から存在し、利用されていた原初粒子に等しい物で良き心は赤き竜、悪しき心は地縛神として星の民でもその力を利用されていた。ゾーンの未来ではその性質故に人間の心が誘惑や欲望の悪意に満たされていき、遊星粒子で動くモーメントもそれにより逆回転を始めて世界の滅亡に繋がってしまう。

### ダークシグナー関連
ダークシグナー
赤き竜のシグナーと対立する者で、冥界から訪れた闇の門番。地球の誕生以来、5000年周期でシグナーとの戦いを続けている。作中では計7人が登場し、それぞれナスカの地上絵に似た固有の痣を持つ。
ダークシグナーは冥界の亡者（死人）であり、強い生への執着を持ったまま死亡した人間が地縛神に憑依される事でその力を得て覚醒する。
身体的特徴として、眼球の白目の部分が漆黒に染まり、顔にはそれぞれ固有の、マーカーにも似た赤い幾何学模様が浮かび上がる。
地縛神（じばくしん）
5000年前の戦いにおいて、赤き竜とシグナーのドラゴンによってナスカの大地に封印された邪神。詳細は#地縛神を参照。
ナスカの地上絵
かつて赤き竜と星の民によって邪神達が封印された場所。ダークシグナーの復活に伴い消失している。ダークシグナー達の痣の形状はこの地上絵に由来する。
冥界の王
赤き竜と対決を続けるダークシグナー側の最強の神。第2章の終盤において、日没までに4つの制御装置の封印が間に合わなかったため復活した。実態は多量のヘドロを被ったような巨大な化け物であり、ヘドロのような鳥を放つこともできる。「セイヴァー・スター・ドラゴン」の攻撃により「地縛神 Wiraqocha Rasca」もろとも倒された。自らの意に反するダークシグナーの意識を乗っ取り、デュエルを強制的に続行させることがある。
ダークチューナー
ダークシンクロモンスターをシンクロ召喚する際に使用されるチューナーモンスター。チューナー以外のモンスターのレベルからダークチューナーのレベルを引いて出るレベルのモンスターをシンクロ召喚できる。
共通して闇属性・攻撃力0で、カード名には「DT（ダークチューナー）」と表記されている。
ダークシンクロモンスター
カーリーとミスティを除いたダークシグナー、ルドガーに操られたデュエリストが使用するカード。
前述のダークチューナーによって、レベルを「マイナス」にすることでシンクロ召喚できる。「レベル2のチューナー以外のモンスター」 - 「レベル10のダークチューナーモンスター」=「レベルマイナス8のダークシンクロモンスター」など。

### イリアステル関連
イリアステル
世の安寧をもたらす「星の民」の力を受け継ぐ者とされ、遡ればおよそ3000年前の南米アンデス高地にその発祥を見出すことができるとされる。歴代の盟主は星護主と呼ばれ、ゴドウィンは第360代星護主に当たる。
しかし、実態はイリアステルの三皇帝、プラシド、ルチアーノ、ホセが創設した組織であり、実際にどこまで「星の民」と関係があるのかは不明。世界規模に渡り歴史を影で操作し人類を正しい方向へ導こうとしており、政治、軍事、経済などあらゆるジャンルで最上位に立つ者はイリアステルの息のかかった存在。その最終目的は滅亡した人類と世界を救うことであり、その為にゼロリバースを引き起こす、ゴドウィン兄弟を利用して赤き龍の力と邪神の力で世界を再生させようとする、アーククレイドルを用いて未来世界の破滅の元凶となったモーメントをネオ童実野シティごと完全に消滅させようとするなど、さまざまな手段を講じている。
アーク・クレイドル
ネオ童実野シティ上空に出現した、破滅した未来のネオ童実野シティ。設定上の名称は「無限霊廟アーククレイドル」であり、その名の通りアンチノミーやパラドックスをはじめ、未来の亡くなった人々（イレイドゥス）の遺体が安置されている。
螺旋状にそびえ逆さまになっている都市の主だった部分はサテライトであり、劇中ではダイダロスブリッジの残骸が確認されている。

### サイコデュエリスト
アキやディヴァインのように特殊な力を持ったデュエリストの総称。主にカードに描かれたモンスターや、カード効果を実体化させる能力を持ち、能力を上手く制御できなければデュエルでのダメージがそのまま相手に伝わり負傷させてしまう他、周りにも物理的な破壊を行ってしまうことがある。その力故に人々からは忌み嫌われている。
アルカディアムーブメント
サイコデュエリストで構成された謎の組織。創設者はディヴァイン。サイコデュエリストの理想郷のために世界中で密かに活動をしている。拠点はネオ童実野シティ。イリアステルと敵対関係にあるが、ダークシグナーとの戦いの時に本部ビルは破壊され、ディヴァインが地縛神に魂を飲み込まれたことを機に壊滅する。

### その他
デュエル・アカデミア
名前の通りデュエリスト養成のための学校。前作『遊☆戯☆王デュエルモンズターズGX』の舞台となった学校と同等のものである。本作に登場するアカデミアは「ネオドミノ校」と呼ばれ、シティ内に存在する。小等部から高等部までの存在が確認されており、ダークシグナー編以降は龍亞・龍可らが小等部に、復学したアキが高等部に通っている。授業内容は一般的な学科のほか、デュエルに関するものもある。
クラッシュタウン
荒野のような辺境にある町。建物や人物の格好は西部劇の様な佇まいである。街の外れにある鉱山からD・ホイールに使われる鉱石「ダイン」が取れることから、マルコムとラモンの二者が利権を巡り対立している。それ故、町はデュエルに支配されており、日に一度、夕暮れ時にデュエルが行われる。マルコムとラモンは賞金稼ぎや用心棒を使って代理戦争を続けており、その勝者は利益を得ることができるが、デュエルに負けると鉱山に連行され強制労働が待っている。
チーム・5D's（ファイブディーズ）
WRGPに出場するため、遊星達が結成したチーム。シグナー5人に龍亞・ブルーノを加えた7人で構成されている。それぞれの役割は選手の遊星、ジャック、クロウ、アキ。メカニックのブルーノ。サポートの龍亞、龍可。
チーム名の由来はメンバーが出会うきっかけとなった5つの竜の痣であり、ジャックにより命名された。
ゼロリバース
本編開始17年前に起こった天変地異。これにより地続きであったシティとサテライトが完全に分断され、多くの犠牲者を出すこととなり、ジャックやクロウもこの事件で両親を失っている。
表向きは天変地異とされた事件であったが、実際には4枚の制御装置のカードを外されて逆回転したモーメントの暴走によって引き起こされた爆発であり、その事実はMIDSによって隠蔽されていた。更なる真実はモーメント抹殺を図るイリアステルの三皇帝がルドガーを利用して仕組んだことであった。
ルーンの瞳
チーム・ラグナロクのハラルド、ドラガン、ブレイブの左目。星界の三極神の継承者の証であり、北欧神話のルーン文字が浮き出る。赤き竜の痣と同じくイリアステルによる歴史改変から三極神と共に彼らを守る力がある。
シグナーがダークシグナーと戦う使命を背負っているのと同じく、ハラルドの実家の伝承に伝わるフィンブルの冬とそれによるラグナロクの到来を阻止する使命を背負っており、現代ではデュエルモンスターズのカードとなった三極神を操るデュエリストとしてその戦いに身を投じることとなる。

### ゾーン達の未来
現代から約200年後の遥かな未来。モーメントとライディングデュエルが世界的に普及し、人々はデュエルに熱狂、繁栄していたが、シンクロ召喚とD・ホイールから流れでた人々の欲望や悪しき心にモーメントが反応しついには逆回転を始めた。世界中のモーメントを結ぶネットワークはそれにより「人類は地球を滅ぼす」という結論に達し、後の機皇帝と同型の兵器を次々と量産し世界規模の戦争が始まる。戦争は長年続いたが最終的にネットワークは地球を守るため「人類との対消滅」を選択しモーメントが全て自爆、世界は崩壊し後にイリアステルとなるゾーン達4人を残して全生物が絶滅してしまった。

## カード

### シグナーの竜
5000年周期の戦いで赤き竜と共に邪神と戦うドラゴン達。彼らは形を変えてシグナーの元へ現れる運命にあり、本編の時間軸ではデュエルモンスターズのカードとして存在し、全てドラゴン族のシンクロモンスターとなっている。
その中でも『ライフ・ストリーム・ドラゴン』と『ブラック・フェザー・ドラゴン』以外の四枚は特別な存在であり、モーメントの暴走を危惧した不動博士がナスカの地に伝わる星の民と赤き竜の伝説を元に制御装置の封印として開発した。冥界の王に乗っ取られたルドガー・ゴドウィンが制御装置から取り外したが、不動博士によって『エンシェント・フェアリー・ドラゴン』以外の三枚は奪い返され、残った三枚はレクス・ゴドウィンに託される。
後に治安維持局長官に就任したゴドウィンによって『スターダスト・ドラゴン』、『レッド・デーモンズ・ドラゴン』、『ブラック・ローズ・ドラゴン』が世に放たれ、現代のシグナーである不動遊星、ジャック・アトラス、十六夜アキの手に渡った。また、現代において『ライフ・ストリーム・ドラゴン』はシグナーである龍亞の覚醒を待つために『パワー・ツール・ドラゴン』に姿を変えていた。
スターダスト・ドラゴン
不動遊星のエースモンスター。詳細は「スターダスト・ドラゴン」を参照。
レッド・デーモンズ・ドラゴン
- レベル：8
- 属性：闇
- 種族：ドラゴン族
- 攻撃力：3000
- 守備力：2000

ジャック・アトラスのエースモンスター。相手フィールド上の守備表示モンスターを攻撃した場合、ダメージ計算終了時に相手フィールド上に存在する守備表示モンスターを全て破壊する効果を持つ。また、このカードが自分のエンドフェイズ時に表側表示で存在する場合、このターン攻撃宣言を行っていない自分フィールド上のこのカード以外のモンスターは全て破壊される。
シンクロ召喚時の台詞は「王者の鼓動、今ここに列をなす。天地鳴動の力を見るがいい！シンクロ召喚！我が魂、レッド・デーモンズ・ドラゴン！」。
攻撃名は「灼熱のクリムゾン・ヘルフレア」（ブレス）、「アブソリュート・パワーフォース」（掌底）。相手の守備表示モンスターを破壊する効果名は「デモン・メテオ」。
海外名は「Red Dragon Archfiend」。Archfiendは英語で「大悪魔」を表す。
レッド・デーモンズ・ドラゴン／バスター
- レベル：10
- 属性：闇
- 種族：ドラゴン族
- 攻撃力：3500
- 守備力：2500

『#遊☆戯☆王5D's 進化する決闘! スターダストVSレッド・デーモンズ』でジャックが使用したレッド･デーモンズ･ドラゴンの強化形態。通常召喚できず、罠カード「バスター・モード」の効果でのみ特殊召喚することが可能。
このカードが攻撃した場合、ダメージ計算後にこのカード以外のフィールド上のモンスターを全て破壊する効果を持つ。また、このカードが破壊された時、自分の墓地から「レッド・デーモンズ・ドラゴン」1体を特殊召喚することができる。
攻撃名は「エクストリーム・クリムゾン・フォース」、効果名は「クリムゾン・ジ・エンド」。
セイヴァー・デモン・ドラゴン
- レベル：10
- 属性：闇
- 種族：ドラゴン族
- 攻撃力：4000
- 守備力：3000

レッド・デーモンズ・ドラゴンの強化形態。シンクロ素材に「救世竜セイヴァー・ドラゴン」、「レッド・デーモンズ・ドラゴン」とチューナー以外のモンスター1体を指定している。
1ターンに1度、エンドフェイズまで相手の表側表示モンスター1体の効果を無効化でき、このカードの攻撃力は無効化したモンスターの攻撃力分アップする。このカードを破壊する効果を持つ相手のカードの発動を無効にし破壊した後、相手にこのカードの攻撃力分のダメージを与える。このカードが攻撃した場合、ダメージステップ終了時に相手の守備表示モンスターを全て破壊する効果を持つ。エンドフェイズ時にこのカードをエクストラデッキに戻し、自分の墓地に存在する「レッド・デーモンズ・ドラゴン」1体を特殊召喚する。
シンクロ召喚時の台詞は「研磨されし孤高の光、真の覇者となりて大地を照らす！光輝け！シンクロ召喚！大いなる魂、セイヴァー・デモン・ドラゴン！」。
攻撃名は「アルティメット・パワー・フォース」、相手モンスターの攻撃力を得る効果名は「パワー・ゲイン」。
OCGでは守備表示モンスターを破壊する効果は「フィールド上」となっており、自分のモンスターもカウントされる。また、効果への破壊耐性の際のダメージが削除されている。
英語名は「Majestic Red Dragon」。
スカーレッド・ノヴァ・ドラゴン
- レベル：12
- 属性：闇
- 種族：ドラゴン族
- 攻撃力：3500
- 守備力：3000

レッド・デーモンズ・ドラゴンに地縛神スカーレッド・ノヴァの力が加わったモンスター。チューナーモンスター2体を「レッド・デーモンズ・ドラゴン」にダブル・チューニングすることでシンクロ召喚される。なお、シンクロ召喚時は通常と異なり、チューナーが「炎の輪」となって「レッド・デーモンズ・ドラゴン」を包み込む。
「スカーレッド」は、スカーレット（緋色）とレッド（赤）を重ねた造語で、「究極の赤」と解釈されている。ノヴァと合わせて、「赤き超新星のドラゴン」と説明されている。
英語名は「Red Nova Dragon」と表記される。
このカードの攻撃力は自分の墓地のチューナーの数×500ポイントアップする。このカードは相手の魔法・罠・効果モンスターの効果では破壊されない。相手のターンに1度、このカードはゲームから除外でき、この効果を使用したターン相手モンスター1体の攻撃を無効にできる。この効果で除外したこのカードは、そのターンのエンドフェイズ時に自分フィールド上に戻る。
シンクロ召喚時の台詞は「王者と悪魔、今ここに交わる。荒ぶる魂よ、天地創造の叫びをあげよ。シンクロ召喚！出でよ、スカーレッド・ノヴァ・ドラゴン！」。
攻撃名は「バーニング・ソウル」。
OCGでは除外した後自分フィールド上に戻ってくるのは「特殊召喚」として扱う。また、攻撃阻止効果の発動のタイミングが相手モンスターの攻撃宣言時に限定された。
ブラック・ローズ・ドラゴン
- レベル：7
- 属性：炎
- 種族：ドラゴン族
- 攻撃力：2400
- 守備力：1800

十六夜アキのエースモンスター。1ターンに1度、フィールド上に存在するカードを全て破壊することができる。また、自分の墓地の植物族モンスター1体をゲームから除外することで、相手フィールド上のモンスター1体を攻撃表示にし、その攻撃力を0にする効果を持つ。
シンクロ召喚時の台詞は「冷たい炎が世界の全てを包み込む。漆黒の花よ、開け！シンクロ召喚！現れよ、ブラック・ローズ・ドラゴン！」。
攻撃名は「ブラック・ローズ・フレア」、フィールド上のカードを全て破壊する効果名は「ブラック・ローズ・ガイル」、攻撃力を0にさせる効果名は「ローズ・リストリクション」。装備魔法「憎悪の棘」を装備した時の攻撃名は「ヘイト・ローズ・ウィップ」。なお、「遊星vsアキ」（2戦目）では「ブラック・ローズ・ガイル」が攻撃力を0にさせる効果になっている。
OCGではフィールド上のカードを全て破壊する効果のタイミングがシンクロ召喚時のみで、攻撃力を0にする効果は守備表示モンスターのみに限定されていた。
簡単にフィールドをリセットできる強力な効果により2009年9月1日の改訂でシグナーの竜初の制限カードに指定されたが、スターライト・ロードの台頭を受けてか、翌年2010年9月1日の改訂で制限解除された。それ以降シグナーの竜の中で（禁止入りしたエンシェント・フェアリー・ドラゴンを除いて）制限入りしたカードはないため、シグナーの竜の中では初にして唯一制限入りしたカードである。
エンシェント・フェアリー・ドラゴン
- レベル：7
- 属性：光
- 種族：ドラゴン族
- 攻撃力：2100
- 守備力：3000

龍可のエースモンスター。1ターンに1度、手札からレベル4以下のモンスターを特殊召喚することができるが、その効果を使用したターン、自分はバトルフェイズを行えない。また、1ターンに1度フィールド魔法を破壊することで自分のライフポイントを1000ポイント回復し、さらにデッキからフィールド魔法カードを手札に加えられる効果を持つ。
精霊世界の住人であり、遊戯王シリーズでは珍しく人の言葉を話せるドラゴンである。幼い頃龍可が精霊世界を訪れた際に、「悪なる者の意思」から精霊世界を救うように龍可と約束を交わした。
当初はダークシグナーのディマクが所有しており、精霊界でも猿魔王ゼーマンによって封印されていた。だが龍亞・龍可の活躍によってディマクとゼーマンは倒されて精霊が解放され、レグルスと共に晴れて龍可が所持することになった。
シンクロ召喚時の台詞は「聖なる守護の光、今交わりて永久の命となる。シンクロ召喚！降誕せよ、エンシェント・フェアリー・ドラゴン！」。
攻撃名は「エターナル・サンシャイン」。フィールド破壊の効果名は「プレイン・バック」。
OCGでは同名カードのターン1制限が無く、破壊したフィールド魔法の同名カードもサーチできた。
その後、強力なフィールド魔法の増加やこのカード自体の召喚権を増やす効果が問題視され、2018年1月1日の改訂でシグナーの竜初の禁止カードに指定されたが、禁止指定から5年後の2023年1月1日に効果に同名ターン1制限がついた事、サーチ効果は破壊したフィールド魔法とは名称が異なるフィールド魔法サーチとなるエラッタ（テキスト変更）が実施され制限カードへ復帰した。シグナーの竜の中では初にして唯一禁止指定されてエラッタで制限復帰したカードである。

ブラックフェザー・ドラゴン
- レベル：8
- 属性：闇
- 種族：ドラゴン族
- 攻撃力：2800
- 守備力：1600

クロウ・ホーガンのエースモンスター。自分が受ける効果ダメージを、そのダメージの数値分だけこのカードの攻撃力を下げることで無効にできる。1ターンに1度、このカードの効果で下げたこのカードの攻撃力を元の数値に戻すことができる。この時、相手フィールド上に存在する全てのモンスターの攻撃力は戻した数値分ダウンする。「クロウvsブレイブ」戦よりOCG版に効果が変更される。
シンクロ召喚時の台詞は「黒き疾風よ！秘めたる想いをその翼に現出せよ！シンクロ召喚！舞い上がれ、ブラックフェザー・ドラゴン！」。
攻撃名は「ノーブル・ストリーム」、ダメージ無効の効果名は「ダメージ・ドレイン」、相手モンスターの攻撃力を低下させ、相手ライフにダメージを与える効果名は「ブラック・バースト」。
OCGでは効果ダメージの際にダウンする数値が一律700ポイントになり、強制発動の効果となっている。また、自身の攻撃力を元に戻したときの相手モンスターの攻撃力ダウンの対象が1体のみに変更された代わりに、ダメージ効果がついている。
パワー・ツール・ドラゴン
- レベル：7
- 属性：地
- 種族：機械族
- 攻撃力：2300
- 守備力：2500

龍亞のエースモンスター。このカード自体は機械族でありシグナーの竜ではないが、後にシグナーの竜へ進化するのでここに記載する。1ターンに1度、自分のメインフェイズ時に自分のデッキからランダムに装備魔法カード1枚を手札に加えることができる。装備魔法カードを装備したこのカードが破壊される場合、代わりに装備された装備魔法カード1枚を墓地に送ることができる。
シンクロ召喚時の台詞は「世界の平和を守るため、勇気と力をドッキング！シンクロ召喚！愛と正義の使者、パワー・ツール・ドラゴン！」。
攻撃名は「クラフティ・ブレイク」、デッキの装備カードをサーチする効果名は「パワー・サーチ」。
OCGでは装備魔法を3枚選んで相手に見せ、相手がランダムに選んだカードを手札に加え、残りはデッキに戻す効果となっている。
ライフ・ストリーム・ドラゴン
- レベル：8
- 属性：地
- 種族：ドラゴン族
- 攻撃力：2900
- 守備力：2400

パワー・ツール・ドラゴンが進化したシグナーの竜。以前から、龍可が見た夢でシグナーの竜として地縛神と戦っているなど、このカードの登場は示唆されていた。
チューナーモンスターと「パワー・ツール・ドラゴン」をシンクロ素材としてシンクロ召喚される。自身もチューナーであり、シンクロモンスターのチューナーの中では最もレベルが高い。
このカードがシンクロ召喚に成功した時、ライフポイント2000未満のプレイヤーのライフポイントを2000にする。このカードがフィールド上に表側表示で存在する場合、全ての効果ダメージは無効となる。1ターンに1度、フィールド上に存在するこのカード以外の全てのシンクロモンスターのレベルを1 - 12のどれかの数値にできる。
シンクロ召喚の際の台詞は、「世界の未来を守るため、勇気と力がレボリューション！シンクロ召喚！進化せよ、ライフ・ストリーム・ドラゴン！」。。
攻撃名は「ライフ・イズ・ビューティーホール」。
OCGではシンクロ召喚時のライフ回復効果の数値が4000になり、自分のみの効果となっている。効果ダメージ無効化も、自分へのダメージのみを無効化する。また、3つ目のレベル変更効果が「フィールド上に表側表示で存在するこのカードが破壊される場合、 代わりに自分の墓地に存在する装備魔法カード1枚をゲームから除外できる」というパワー・ツール・ドラゴンに似た効果に変更された。
このカードは第30話と第142話で登場しており、2期EDと4期OP・EDにも姿が確認できる。

### ダークシンクロモンスター
ダークシグナーたちが使用する特殊なシンクロモンスター。「カードの枠の色が黒」「レベルがマイナス扱い」「青い星が左から並ぶ」などの特徴があり、シンクロモンスターと対のようなデザインになっている。シンクロ召喚も逆であり、普通のシンクロモンスターの場合は「チューナー」と「チューナー以外のモンスター」を合計したレベルのシンクロモンスターがシンクロ召喚されるが、ダークシンクロの場合は「DT（ダークチューナー）」と名のつく専用のチューナーを使用し、「ダークチューナー以外のモンスターのレベル」から「ダークチューナーのレベル」を引いた数値と同じレベルのダークシンクロモンスターがシンクロ召喚される。
OCGでは全て普通のシンクロモンスターとして登場。月影龍クイラを除くレベル7以下の4体はアニメにおけるダークシンクロ召喚の描写を意識してか、「チューナーは闇属性に限定」「チューナー以外のモンスターは1体のみで特定の種族の指定」という3つの制限がかかっており、簡単にはシンクロ召喚できない玄人向けのモンスターだと言える（このうち月影龍クイラのみ上記の制限がチューナーにしかかかっていない）。

### 地縛神
5000年前の戦いにおいて、赤き竜とシグナーのドラゴンによってナスカの大地に封印されたアストラル体であり、ダークシグナーたちの切り札。現代ではシグナーのドラゴンと同様にデュエルモンスターズのカードとして存在している。ダークシグナー編でカードとして登場した7体に加え、ダークシグナーでさえ制御し切れず、1万年前に存在していた最強の地縛神「スカーレッド・ノヴァ」も存在する。
召喚の際には巨大な拳の形をした心臓のようなものが空中に現れ、人々や精霊界の魂を生け贄にする。ただし、シグナーや対戦者は含まれず、シグナーの近くにいる人間はシグナーの力により守られる。生け贄にされた者はシグナーがダークシグナーを倒すことで生還できる。
「地縛神 Wiraqocha Rasca」以外の名前は「地縛神 + 元となった地上絵のケチュア語（インカ帝国の公用語）を英語表記にした綴り」で統一されている。なお、「Uru」は旧モーメントそのものを指すコードネームであり、「Ccapac Apu」、「Ccarayhua」、「Aslla Piscu」、「Cusillu」は、それぞれ旧モーメントの4つの制御装置のコードネームである。
PSPゲーム「タッグフォース6」ではマイナス回転する負のモーメントから生まれた化身であり、赤き龍と同一の存在であるとされている。
地縛神は全てレベル10の闇属性モンスターである。相手の魔法・罠カードの効果を受けず、モンスターの攻撃対象にもならず、直接攻撃が可能と強力な効果を持つ。一方でデメリットも存在し、地縛神はフィールド上に1体しか存在できない。さらにフィールド魔法が存在しなければ効果を発動することができず、そのターンのエンドフェイズに自らの効果により破壊される。
OCGでは魔法・罠耐性が削除されており、フィールド魔法がなくなった瞬間に自壊する。
地縛神 Ccapac Apu
ナスカの地上絵「巨人」として封印されていた邪神。カラーリングは青。所有者は鬼柳京介。
相手モンスターを戦闘で破壊した場合、そのモンスターの（元々の）攻撃力分のダメージを相手に与える効果を持つ。
召喚の際の台詞は「人々の魂を生け贄に、降臨せよ！「地縛神Ccapac Apu」!」
地縛神 Aslla Piscu
ナスカの地上絵「ハチドリ」として封印されていた邪神。カラーリングはオレンジ。所有者はカーリー渚。
自身の効果以外でフィールドから離れた時、相手の場に表側表示で存在するモンスターを全て破壊し、1体につき800ポイントのダメージを与える効果を持つ。
召喚の際の台詞は「今再び、五千年の時を越え、冥府の扉が開く！我らが魂を新たなる世界の糧とするがいい！降臨せよ！ 「地縛神 Aslla piscu」！」
地縛神 Ccarayhua
ナスカの地上絵「トカゲ」として封印されていた邪神。カラーリングは緑。所有者はミスティ。
フィールド上から破壊され墓地に送られた時にフィールド上のカード全てを破壊する効果を持つ。
OCGでは自身の効果で自壊した場合、効果を発動できない。
召喚の際の台詞は第39話では「我が命蘇らせし神よ、さあ、この魂を捧げる！永き呪縛から解き放たれよ！ 「地縛神 Ccarayhua」！」。第61話では、台詞から「永き呪縛から解き放たれよ！」の部分がなくなっている。
地縛神 Uru
ナスカの地上絵「蜘蛛」として封印されていた邪神。カラーリングは赤。所有者はルドガー・ゴドウィン。
自分フィールド上のモンスター1体をリリースし、相手フィールド上の表側表示のモンスター1体のコントロールをエンドフェイズまで得る効果を持つ。
OCGでは、コントロールを奪う効果は1ターンに一度しか使用できず、表側表示のモンスターにしか使用できない。
召喚の際の台詞は「我が運命の光に潜みし亡者達の魂よ！流転なるこの世界に暗黒の真実を導くため、我に力を与えよ！現れよ！「地縛神 Uru」！」
攻撃名は「ヘル・スレッド」。
地縛神 Cusillu
ナスカの地上絵「猿」として封印されていた邪神。カラーリングは黄。所有者はディマク。
戦闘で破壊される場合、代わりに自分フィールドのモンスターをリリースすることで、このカードの戦闘での破壊を無効にし、相手のライフポイントを半減させる効果を持つ。
地縛神 Chacu Challhua
ナスカの地上絵「鯱」として封印されていた邪神。カラーリングは藍。ルドガーがボマーに与えた。
1ターンに1度、このカードの攻撃宣言を放棄することで守備力の半分のダメージを与える効果と、表側守備表示で存在する時に相手にバトルフェイズを行わせない効果を持つ。
召喚の際の台詞は「積年の恨み積もりし大地に眠る魂達よ！今こそ穢された大地より出でて、我に力を貸さん！降臨せよ、「地縛神 Chacu Challhua」！」
ダメージを与える効果名は「ダーク・ダイブ・アタック」。
地縛神 Wiraqocha Rasca
ナスカの地上絵「コンドル」として封印されていた最強の邪神。カラーリングは紫。所有者はレクス・ゴドウィン。
1ターンに1度、自分のターンのバトルフェイズをスキップする代わりに相手のライフを1にする効果を持つ。
OCGでは通常召喚成功時に自分フィールド上のカードを3枚まで強制的にデッキに戻し、その枚数分相手の手札をランダムに選んで捨てさせ、その枚数×1000ポイントだけ攻撃力をアップする効果を持つ。
召喚の際の台詞は、「究極の破壊をもたらせ！最強の地縛神！いでよ！「Wiraqocha Rasca」！」
攻撃名は「デス・シンギュラリティ」、相手のライフポイントを1にする効果名は「ポーラスター・オベイ」。

### 機皇帝
イリアステルの三皇帝が使用するエースモンスター。「ワイゼル」「スキエル」「グランエル」の三体が登場し。さらにその上位体として「機皇神マシニクル∞3（きこうしんマシニクル インフィニティ・キュービック）」「機皇神龍アステリスク」が存在する。
「機皇帝 - ∞」を母体とし、「機皇帝 - T（トップ）」、「機皇帝 - A（アタック）」、「機皇帝 - G（ガード）」「機皇帝 - C（キャリアー）」の4つのパーツからなるモンスター。機皇帝は5体で1体のモンスターとして扱う。それ故、本体部「機皇帝 - ∞」の1回分しか攻撃宣言を行えない永続効果を持ち、「機皇帝 - ∞」がフィールド上を離れると他のパーツは全て破壊される。
「機皇帝 - ∞」以外のパーツには、攻撃力・守備力が上昇し、効果が強力となった上位パーツが存在する。3種ある機皇帝のパーツカードには互換性があり、プラシドはスキエルのパーツをワイゼルに合体させた。
作中では、カードの効果によって破壊された時に5体のパーツを特殊召喚するレベル1の「コア」と名の付いた機械族モンスターの効果を使うことで、機皇帝を一気に展開させている。
1ターンに一度、相手フィールド上のシンクロモンスターを吸収し、その攻撃力を自身の攻撃力に加えることが出来る能力を持つため、「シンクロキラー」と呼ばれている。この効果を発動すると、∞型の胸部を開いて、エメラルド色の球体から触手のようなものを伸ばし、シンクロモンスターを胸部に閉じ込める。
その正体は人間の心が誘惑や欲望などの悪意に囚われたことにより暴走したモーメントの影響を受けたネットワークが、地球の滅亡を阻止するべくその元凶たる人類を滅ぼすために送り込んだ機械の軍隊であった。最終的にはネットワークが自滅の道を選んだ際にモーメントと共に自爆して世界を道連れにした。シンクロモンスターを吸収する効果は、シンクロ召喚によって膨れあがった人間の欲望がモーメントの暴走を招いた事実に起因している。
OCGではそれぞれ完成体のみがレベル1のモンスターカードとして再現されており（故にレベル1としては破格のステータスを持つ）、種類を問わず自分のモンスターがカードの効果によって破壊された際に特殊召喚でき、自分の場の他のモンスターが攻撃できなくなる効果を持っている。
PSPゲーム「タッグフォース6」ではマイナス回転する負のモーメントから生まれた化身であり、地縛神と同一の存在であるとされている。
機皇帝ワイゼル∞
プラシドが所有する人型の機皇帝。メインカラーは白。
「ワイズ・コア」の効果によって展開し、「機皇帝ワイゼル∞（胴体）」「ワイゼルT（頭部）」「ワイゼルA（左腕）」「ワイゼルG（右腕）」「ワイゼルC（下半身）」の5つが合体することで構成される。
OCGでは他の自分のモンスターが攻撃宣言できない効果と、1ターンに1度、相手の魔法カードの発動を無効にして破壊することができる効果を持つ。
機皇帝スキエル∞
ルチアーノが所有する鳥型の機皇帝。メインカラーは青。
「スカイ・コア」の効果によって展開し、「機皇帝スキエル∞（胴体）」「スキエルT（頭部）」「スキエルA（主砲）」「スキエルG（尻尾）」「スキエルC（両翼）」の5つが合体することで構成される。変形前の強化パーツの形態は昆虫型となっている。
OCGでは他の自分のモンスターが攻撃宣言できない効果と、1ターンに1度、自身の装備したモンスターを墓地に送ることで、そのターンのみ直接攻撃できる効果を持つ。
機皇帝グランエル∞
ホセが所有する人型の機皇帝。メインカラーは黄土。
「グランド・コア」の効果によって展開し、「機皇帝グランエル∞（胴体）」「グランエルT（頭部）」「グランエルA（左腕）」「グランエルG（右腕）」「グランエルC（下半身）」の5つが合体することで構成される。
標準パーツは全て攻撃力と守備力が0だが、「機皇帝グランエル∞」の効果により、グランエルの元々の攻撃力はコントローラーのライフポイントと同じ数値になる。シンクロモンスターを吸収する効果は「グランエルA」が持つ効果であり、戦闘破壊が確定した場合に行える。また、吸収したシンクロモンスターを「グランエルG」の効果で相手モンスターの攻撃の盾にできる。さらに、そのモンスターを「グランエルA」の効果で特殊召喚させ、相手モンスターに攻撃することが出来る。
攻撃名は「グランド・スローター・キャノン」。
OCGでは自分のライフポイントの半分だけ攻撃力と守備力がアップする。自分のメインフェイズ時に自身の効果で装備したモンスター1体を自分フィールド上に表側守備表示で特殊召喚できる。
機皇神マシニクル∞3
アポリアが使用する人型の機皇神。メインカラーは白。
機皇帝と同様に相手のシンクロモンスターを装備する効果を持ち、さらにエンドフェイズに装備したシンクロモンスターを墓地に送り、そのモンスターの攻撃力分のダメージを相手ライフに与える効果を持つ。また、手札から「機皇帝 - ∞」を除く機皇帝のパーツ1枚を墓地に送ることでその効果を得ることができ、墓地のパーツ1枚を除外することで自身の破壊を無効にする効果を持つ。
OCGではカード名が「機皇神マシニクル∞」に変更されている。通常召喚できず、手札から「機皇」と名のつくモンスターを3枚墓地に送った場合のみ特殊召喚ができる。シンクロモンスターを墓地に送りダメージを与える効果はスタンバイフェイズにしか発動できず、その効果を発動したターンはバトルフェイズが行えない。また自身の破壊を無効にする効果は無くなり、相当な弱体化がされている。
攻撃名は「ザ・キューブオブディスペアー」。
機皇神龍アステリスク
アポリアが使用する龍型の機皇神。黄金のボディに機皇帝三体を思わせるパーツが頭部に存在し、ジャックからは「究極の機皇帝」と称されている。
機皇兵が三体以上フィールドに存在する場合に特殊召喚できる効果を持つ。自身の攻撃力と守備力は0だが、自分フィールドの攻撃表示の機械族モンスターの攻撃力の合計が自身攻撃力になる。また、シンクロモンスターを吸収できない代わりにシンクロモンスターを召喚したプレイヤーに1000ポイントのダメージを与えると共に、破壊される際に機皇兵を身代わりに破壊する事が出来る。
OCGではアニメと同じ召喚条件に加え、自分フィールド上の「機皇」モンスターを任意の数だけ墓地へ送り、そのモンスターの攻撃力の合計分攻撃力を得る。また、シンクロモンスターを召喚した際のダメージ効果は自分にも発生する。機皇モンスターを身代わりにする効果が失われるなど、弱体化されている。
攻撃名は「インフィニティ・ネメシス・ストリーム」。効果名は「ネメシス・トルネード」。

### その他
スピード・ワールド
ライディング・デュエル専用のフィールド魔法。ライディング・デュエル中は常に発動し続け、破壊などによってフィールドから離れることはなく、効果を無効にすることもできない。
先攻1ターン目を除くお互いのターンのスタンバイフェイズごとにスピードカウンターを1つ置き、その際D・ホイールが加速する。逆に、一度に1000以上のダメージを受けた場合、1000ダメージ毎にスピードカウンターが1つ減り、D・ホイールは自動的に減速する。スピードカウンターは最大12まで置くことができ、その状態では時速250キロメートルを出すことができる。
また、ライディング・デュエルには「Sp-（スピードスペル）」と名の付く魔法カードが存在し、スピードカウンターの数を共通の発動条件としている。「Sp-」はスピードカウンターの消費数が多いほど、その効果も強力になっている。
「スピード・ワールド」には「Sp-と名のつく魔法カード以外の魔法カードをプレイ（発動）した時2000ポイントのダメージを受ける」と記載されているが、劇中では「通常の魔法カードは使用できない」と説明が簡略化されており、通常の魔法カードが発動されたことはない。
スピード・ワールド2
第二部WRGP編より「スピード・ワールド」に代わって登場した。「スピード・ワールド2」は「スピード・ワールド」にあったダメージを受けた際にスピードカウンターが減少するペナルティがなくなり、溜まったスピードカウンターを取り除くことで任意の効果を発動することができる。スピードカウンター4つを取り除くことで手札の「Sp-（スピードスペル）」の数×800ポイントのダメージ。7つ取り除くことでデッキから1枚ドロー。10個取り除くことでフィールド上のカード1枚を破壊できる。これらの効果が加わりより戦略性とスタンディングデュエルとの差別化が高まった。自分のライフが800以下の場合は「スピード・ワールド2」のダメージを与える効果によって敗北する危険性が高いため、「ライディング・デュエルのデッドライン」「ライフポイントのセーフティライン」と呼ばれ危険視されている。
BF（ブラックフェザー）
クロウ・ホーガンが使用するモンスター群。過去にはロバート・ピアスンも使用していた。
「BF-極光のアウロラ」以外全て闇属性・鳥獣族で統一されている。特殊召喚に長け、モンスターを素早く大量に展開することを得意とする。
OCGでは2009年頃から、闇属性や鳥獣族と混合する形でトップクラスのデッキとして君臨したが、2、3年のうちにキーカードの禁止制限が次々に設けられ弱体化した。優秀な効果を持つモンスターが揃っていることから安定性が高く、専用のサポートカードによって手札を補充しつつ攻めることができる。
インフェルニティ
鬼柳京介が使用するモンスター群。闇属性で統一されており、手札が0枚の時に強力な効果を発揮する。その特性を活かしたプレイングのことを作中では「ハンドレスコンボ」と呼ぶ。鬼柳はこのコンボを成立させるために、手札の消費を早めるカードを敢えてデッキに採用している。また、鬼柳は漫画版でもインフェルニティを使用している。
OCGでは、関連カードが本格的に出揃った2010年頃からトップクラス入りとなった。デッキから特定カードをサーチするカードと特殊召喚を行うカードがうまく連携すると、高レベルのシンクロモンスターを1ターン中に何体も出せるなど、過去に前例のない凄まじい爆発力を誇る。
Z-ONE（ゼット・ワン）
シェリーの両親が殺害された原因になった魔法カード。治安維持局の本部にあるデュエルターミナルの形をしたスーパーコンピューターで解析した際に、はただのノーマルカードという結果が出たが、その直後にこのカードからオーラが発生して、ゾーンの元に転送された。また、モーメントエクスプレス社のシャトル「インフィニティ」を制御するカードキーとしても機能した。
フィールド上で破壊され墓地に送られた時に、手札・デッキ・墓地にあるカード1枚を除外しそのカードとして使用できる。この効果を発動した場合、このカードは破壊されない。
星界の三極神
「チーム・ラグナロク」のハラルド、ドラガン、ブレイブが所持する、北欧神話の神々の名を冠する神属性・幻神獣族のシンクロモンスター。この3枚が共通して持つ、破壊された時にエンドフェイズに復活（特殊召喚）する効果は「不死の効果」と呼ばれている。
カードそのものに赤き龍のような特殊な力が宿っており、このカードを所持する3人はイリアステルが起す歴史の改竄の影響を受けない。チーム・5D'sとの戦いでは、赤き龍の力と共鳴しデュエルのダメージが現実のものと化した。
『遊戯王』の「三幻神」以来、約6年ぶりの新しい「神のカード」だが、OCGでは属性と種族が変更されている。
時械神
ゾーンが使用する全10枚（＋「究極時械神」）のモンスター。姿は共通点として機械の羽と鎧、そして個体ごとに異なる形状をした鏡のようなものが胴体についており、この部分に乗り移っている天使の顔が映っている。
究極時械神以外の時械神は全て戦闘を介して発動するモンスター固有の効果に加え、共通して「カードの効果と戦闘による破壊を無効にする効果」「コントローラー（プレイヤー）への戦闘ダメージを0にできる効果」「スタンバイフェイズにコントローラーのデッキに戻る効果」「コントローラーがモンスターの召喚・反転召喚・特殊召喚を行えない効果」を持つ。
「無と無限と無限光から生まれ、生命を司る全能の神」として、生命の樹と同じカードの構図が映し出され、これに由来する永続罠「虚無械アイン」「無限械アイン・ソフ」「無限光アイン・ソフ・オウル」が時械神の召喚やデメリットの無効を補助している。なお、胴体にある顔が鎧に憑依した天使の本体とされている。

## 海外版
本作はこれまでの作品に比べて異例の速さで、海外版が制作され、台湾・韓国・アメリカ・イタリア・ドイツでの放送が行われた。これまでのシリーズでは日本で発売されたカードを元に作画されていたが、2年目より表現規制を施した海外版カードを元にしている。
英語版の放送を行っているThe CW4Kidsでは、子供に悪影響を与える恐れがあると判断し過激な描写に対する表現規制に加え、本筋のストーリーやキャラクター設定そのものが変更されている。フォーチュンカップ編はこれまでの作品に比べ規制の対象となる描写（サテライト住人に対する差別的な発言や、鷹栖やセキュリティが行った拷問、ダークシグナー達が最初に死亡するシーンなど）が多く、そうした例が顕著である。アルカディアムーブメントが主軸となる第36〜41話は、ネット放送や年齢制限制のアダルトタイムでの放送という措置が取られた。48話で4kidsチャンネルでの放送は打ち切られ、長期的な放送休止となった。2009年12月に放送が再開されたが、4kidsチャンネルでの放送は長らく休止となり、4KidsTVビデオポータルサイト「4kidstv.com」でのネット放送が主となった。地上波での放送は48話から64話までをカットし、2010年から65話から「YU-GI-OH!5D's ROAD TO DESTINY」として再開された。WRGP編では118話から129話（チーム太陽・ラグナロク戦）がカットされ、WRGP決勝の136話で放送が終了する。物語は、アポリアの敗北によってアーククレイドルの出現を防ぐことができ、全ての計画が失敗に終わったゾーンが絶望の末に死亡するという結末へと大幅に変更された。ブルーノは記憶を取り戻さず、シェリーも異次元から帰ってこないなど伏線も回収されないままとなった。以降の話は放送されておらず、翌週からは遊戯王ゼアルの海外版が放送開始されている。
イタリア・ドイツ版は北米版を元に製作された作品を放送しているが、ドイツ版の2年目以降は日本語版を元に暴力表現を除いた作品が放送されており、イタリア版ではOPやカードの表記などが独自のものに変えられている。

### 日本版からの変更点
フォーチュンカップ
- ラリーがパーツを盗むエピソードが正当な購入品となり、牛尾の言いがかりに変更。
- サテライトに学校が存在し、遊星・クロウ・ジャックの三人は同級生という設定が追加。
- シティの人間がサテライト住人を見下す差別的な台詞が全てカット。
- サテライト脱出のさいに怪我が原因で遊星は記憶喪失となり、フォーチュンカップまで記憶が戻らない。
- 刑務所の取り調べで鼻毛を吹きかける描写、遊星の裸および電流での取調べが削除。
- 前々作の城之内に似ているモブキャラクターに彼の子孫である設定が追加。
- アルカディアムーブメントの表向きの活動がセキュリティに対するレジスタンス組織となり、アキは正義のために行動している。
- アキが水着で検査を受ける場面で頭以外が光で隠される。

ダークシグナー
- 撃たれた不動博士が血を流すシーンがカット。
- 鬼柳がナイフでセキュリティを刺した描写がカット。刑務所で鬼柳が暴行を受ける描写がカット。
- ボマーが首を吊られ死亡するシーンから首吊り糸が削除。ミスティが転落死するシーンが削除。カーリーが地面に落下し死亡するシーンが削除。
- トビーが電流で死亡するシーンが削除。
- ルドガーが切り落とした腕が映るシーンが全て削除。レクスが義手を外しルドガーの腕を付け直すシーンを削除。

WRGP
- プラシドの身体が切断される描写を削除。
- インフェルニティ・ガンマン、リベンジャー、リローダーの銃が削除および玩具のような絵に変更。
- チーム・ユニコーンのデッキ破壊戦術が「デュエリストに相応しくない戦い方」として描かれ登場人物達の反応が否定的な台詞に変更。ラストはジャンがデッキ破壊戦術を恥じてライフを攻撃する動機付けに変更。
- チーム・ラグナロクが登場せずチーム太陽戦が全部削除。
- WRGPでのアポリア戦で物語が終了。遊星たちの勝利により、アポリアの計画は失敗し、アーククレイドルの出現は阻止される。ディヴァインがイリアステルの歴史介入を阻止していた設定が追加され、ゾーンは全ての計画が失敗に終わり絶望の末に死亡。シェリーは異次元に消えたまま帰ってこず、ブルーノはアンチノミーとしての記憶を取り戻さず、遊星たちと敵対することなく生存。

## スタッフ
- 原作：高橋和希、スタジオ・ダイス（集英社「ジャンプコミックス」刊）
- 企画：川崎由紀夫（テレビ東京）、松下洋子（1話 - 39話）→山崎立士（40話 - 140話）→三宅将典（141話 - ）（NAS）
- シリーズ構成：冨岡淳広（1話 - 26話）→吉田伸（27話 - ）
- デュエル構成：彦久保雅博
- キャラクターデザイン：丸山修二、原憲一（86話 - 92話）
- モンスターデザイン：東出太
- メカデザイン・メカ作画監督：こかいゆうじ
- モンスターデザイン協力（27話 - ）：友永晃浩、佐藤雅史
- 美術監督：柴田聡（1話 - 85話・93話 - ）、東潤一（86話 - 92話）
- 色彩設計：箕輪綾美
- 撮影監督：星知良
- CGプロデュース：永田太
- CGディレクション：富田和仙
- 音響監督：平光琢也
- 音楽：Wall 5 Project[42]、蓑部雄崇、福田康文[43]、森脇正敏[43]
- 音楽プロデューサー：長谷川雄介（1話 - 40話）→久保田直樹（41話 - ）
- 音楽協力：テレビ東京ミュージック
- プロデューサー：山川典夫（1話 - 14話）→東不可止（15話 - 26話）・佐々木亮（15話 - ）（テレビ東京）、実松照晃
- アニメーション制作：ぎゃろっぷ
- アニメーションプロデューサー：田中日出男
- 監督：小野勝巳（1話 - 85話・93話 - ）、菱川直樹（86話 - 92話）
- 総監督（86話 - 92話）：小野勝巳
- ゲストキャラクターデザイン（119話 - ）：原憲一
- コンセプトデザイン協力（65話 - ）：宮崎真一
- プロップデザイン：佐藤よしひろ
- アニメオリジナルカードデザイン（27話 - ）：長森佳容
- アニメオリジナルカード作画（27話 - ）：如月あおい、小川純平、原憲一、江原康之、菊池陽介、中島渚、大原大、城紀史
- デザイン協力：幡池裕行（1話 - 26話）
- 3D制作：デジタルワークスエンターテインメント
- デジタルエフェクト：枝光弘明
- キャスティング協力：ネルケプランニング　等々力佐和子
- 連載：Vジャンプ
- 製作：テレビ東京、NAS

## 主題歌

### オープニングテーマ
1. 「絆-キズナ-」（1話 - 26話）
作詞 - 景夕 / 作曲 - 舞 / 編曲 - Kra、増渕東 / 歌 - Kra（マーベラスエンターテイメント / キングレコード）
154話では挿入歌として使用された（DVD版のみ）。
2. 「LAST TRAIN -新しい朝-」（27話 - 64話）
作詞・作曲 - KEIT / 歌・編曲 - knotlamp（マーベラスエンターテイメント / RUN RUN RUN Records）
48話からオープニング映像の一部が変更された。
3. 「FREEDOM」（65話 - 103話）
作詞 - 榊原正晃 / 作曲 - 間瀬公司 / 編曲 - 大村栄二、木村真也 / 歌 - La-Vie.（マーベラスエンターテイメント）
4. 「BELIEVE IN NEXUS」（104話 - 129話）
歌・作詞・作曲 - 遠藤正明（マーベラスエンターテイメント） / 編曲 - 鈴木マサキ
5. 「明日への道〜Going my way!!〜」（130話 - 153話）
歌・作詞 - 遠藤正明（マーベラスエンターテイメント） / 作曲 - 俊龍 / 編曲 - 鈴木マサキ
151話では150話のワンシーンが流れ、154話では挿入歌として使用された。

### エンディングテーマ
1. 「START」（1話 - 26話）
作詞 - こさかなおみ / 作曲 - 上田晃司 / 編曲 - 増渕東 / 歌 - 中河内雅貴（マーベラスエンターテイメント）
2. 「CROSS GAME」（27話 - 64話）
作詞 - 将 / 作曲 - アリス九號. / 編曲 - アリス九號.、宅見将典 / 歌 - アリス九號.（マーベラスエンターテイメント / キングレコード）
3. 「-OZONE-」（65話 - 103話）
作詞 - 智 / 作曲 - Tohya / 歌・編曲 - vistlip（マーベラスエンターテイメント）
93話から98話では『10thアニバーサリー 劇場版 遊☆戯☆王 〜超融合!時空を越えた絆〜』の映像の一部が使われた。
4. 「Close to you」（104話 - 129話）
作詞・作曲 - 潤 / 編曲 - HAL A.v.n / 歌 - ALvino 〜ALchemy vision normal〜（マーベラスエンターテイメント / 日本クラウン）
5. 「みらいいろ」（130話 - 154話）
作詞 - 有村竜太朗 / 作曲 - 長谷川正 / 歌・編曲 - プラスティック トゥリー（マーベラスエンターテイメント / 徳間ジャパンコミュニケーションズ）
145話から148話では、アンコール上映が決定した『10thアニバーサリー 劇場版 遊☆戯☆王 〜超融合!時空を越えた絆〜』の映像の一部が使われた。
151話では映像が変更されている。154話ではテレビ放映版のみ本編中に組み込まれ、DVD版では全話通してのダイジェスト映像が使用された。
CD版とは曲のアレンジが異なる。

### 挿入歌
1. 「You say…明日へ」（72・90・92話）
作詞 - 榊原正晃 / 作曲 - 間瀬公司 / 編曲 - La-Vie.、木村真也 / 歌 - La-Vie. （マーベラスエンターテイメント）
2. 「Clear Mind」（109・110・122・129・134・154話）
歌・作詞・作曲 - 遠藤正明（マーベラスエンターテイメント） / 編曲 - 鍋島圭一
3. 「YAKUSOKU NO MELODY」（154話）
歌・作詞・作曲 - 遠藤正明（マーベラスエンターテイメント） / 編曲 - 三宅博文

## 各話リスト
| 話数 | サブタイトル                                                                  | 放送日        | 脚本                  | コンテ              | 演出                                   | 作画監督                      | キーカード                             | 制作協力                 |
| ---- | ----------------------------------------------------------------------------- | ------------- | --------------------- | ------------------- | -------------------------------------- | ----------------------------- | -------------------------------------- | ------------------------ |
| 1    | ライディング・デュエル! アクセラレーション!                                   | 2008年 4月2日 | 冨岡淳広              | 小野勝巳            | せとーけんじ                           | 原憲一                        | ジャンク・ウォリアー                   | -                        |
| 2    | パワーインセクトデッキ! 蟻地獄の罠                                            | 4月9日        | 冨岡淳広              | 杉山正樹            | 山口健太郎                             | Choi Hoon Chel                | ドミノ                                 | （同友アニメーション）   |
| 3    | 脱出! ニトロ・ウォリアーvsゴヨウ・ガーディアン                                | 4月16日       | 冨岡淳広              | 中村憲由            | 友田政晴                               | こかいゆうじ                  | ニトロ・ウォリアー                     | アニメーションプラネット |
| 4    | 運命の対決! 立ちはだかるスターダスト・ドラゴン                                | 4月23日       | 冨岡淳広              | せとーけんじ        | 武藤公春                               | 武藤公春                      | マルチ・ピース・ゴーレム               | （同友アニメーション）   |
| 5    | 激突するエースドラゴン! スターダストvsレッド・デーモンズ                      | 4月30日       | 冨岡淳広              | 東海林真一          | 佐々木真哉                             | 高瀬言                        | スターダスト・ドラゴン                 | ジェイ・シー・エフ       |
| 6    | 見てくれ! ワシの秘宝デッキ!                                                   | 5月7日        | 冨岡淳広              | 中村憲由            | 山口健太郎                             | Choi Hoon Chel                | 大牛鬼                                 | （同友アニメーション）   |
| 7    | カードにこめた想い! 水晶ドクロvs大牛鬼                                        | 5月14日       | 冨岡淳広              | 菱川直樹            | 菱川直樹                               | 原憲一                        | トライアングル-O                       | -                        |
| 8    | 満たされぬ魂 シグナーと伝説の竜                                               | 5月21日       | 冨岡淳広              | 飯島正勝            | 浅見松雄                               | 南伸一郎                      | レッド・デーモンズ・ドラゴン           | スタジオフラッグ         |
| 9    | カードにかける思い 仕組まれたライトニング・デスマッチ                         | 5月28日       | 吉田伸                | 中村憲由            | 武藤公春                               | 武藤公春                      | C・リペアラー                          | （同友アニメーション）   |
| 10   | デッキ0 チェーントラップのループを破れ                                        | 6月4日        | 吉田伸                | 東海林真一          | 政木伸一                               | こかいゆうじ                  | 瓦礫の王                               | アニメーションプラネット |
| 11   | 特殊追跡デッキ再び 取り戻せ仲間との絆                                         | 6月11日       | 鈴木やすゆき          | 中村憲由            | 佐々木真哉                             | 小林一幸                      | ディスコード・カウンター               | （同友アニメーション）   |
| 12   | 死闘追跡! 絆を紡げターボウォリアー                                            | 6月18日       | 鈴木やすゆき          | 中村憲由            | 康村諒                                 | 野口啓生 高瀬言               | ターボ・ウォリアー                     | ジェイ・シー・エフ       |
| 13   | ダイヤル・オン! うなれディフォーマーデッキ                                    | 6月25日       | 冨岡淳広              | せとーけんじ        | せとーけんじ                           | 徳田夢之介                    | D・マグネンU                           | （同友アニメーション）   |
| 14   | 現れるフォークロア 破壊をもたらす「黒薔薇の魔女」                             | 7月2日        | 冨岡淳広              | 菱川直樹            | 菱川直樹                               | 原憲一                        | -                                      | -                        |
| 15   | デュエル・オブ・フォーチュンカップ開幕 大空襲!!ジャイアントボマー・エアレイド | 7月9日        | 冨岡淳広              | 中原れい            | 武藤公春                               | 武藤公春                      | ジャイアント・ボマー・エアレイド       | （同友アニメーション）   |
| 16   | 魔女再来、破滅の竜「ブラック・ローズ・ドラゴン」                              | 7月16日       | 神山修一              | 中村憲由            | 井上義弘                               | 南伸一郎                      | ブラック・ローズ・ドラゴン             | スタジオフラッグ         |
| 17   | 炎のリベンジャー スピード・キング☆スカル・フレイム                            | 7月23日       | 福嶋幸典              | 中村憲由 東海林真一 | 久保太郎                               | Park Chi Man Lee Kyoung Soo   | スピード・キング☆スカル・フレイム      | （同友アニメーション）   |
| 18   | 古の森 精霊世界への誘い                                                       | 7月30日       | 鈴木やすゆき          | せとーけんじ        | 政木伸一                               | こかいゆうじ                  | クリボン                               | アニメーションプラネット |
| 19   | 汚染される精霊世界 悪なる意志 超魔神イド                                      | 8月6日        | 鈴木やすゆき          | 飯島正勝            | 岡崎幸男                               | 土橋昭人 水川弘理             | 超魔神イド                             | -                        |
| 20   | 譲れない想い 我が使命は故郷と共に                                             | 8月13日       | 吉田伸                | 小野勝巳            | 町田住人                               | 高瀬言                        | スピード・ウォリアー                   | ジェイ・シー・エフ       |
| 21   | 復讐のボマー 悲しみのトラップ チャリオット・パイル                            | 8月20日       | 吉田伸                | 中村憲由            | 菱川直樹                               | 寺澤伸介                      | アームズ・エイド                       | -                        |
| 22   | 暴かれる過去 デュエルプロファイラーvs 黒バラの魔女                            | 8月27日       | 冨岡淳広              | 葛谷直行            | せとーけんじ                           | 小林一三                      | ブラック・ガーデン                     | （同友アニメーション）   |
| 23   | 決勝戦、仮面の奥に隠された心                                                  | 9月3日        | 鈴木やすゆき          | せとーけんじ        | 浅見松雄                               | 南伸一郎                      | ローズ・テンタクルス                   | スタジオフラッグ         |
| 24   | ヴィクテム・サンクチュアリ 破壊を包む星となれ! スターダスト・ドラゴン         | 9月10日       | 鈴木やすゆき          | 東海林真一          | 武藤公春                               | 箕輪悟                        | フェニキシアン・クラスター・アマリリス | （同友アニメーション）   |
| 25   | フォーチュンカップ ファイナル! 孤高のキング ジャック・アトラス                | 9月17日       | 吉田伸                | 大関雅幸            | 政木伸一                               | こかいゆうじ                  | ツイン・ブレイカー                     | アニメーションプラネット |
| 26   | シグナーたちの運命! 赤き竜が導く未来!                                         | 9月24日       | 吉田伸                | 小野勝巳            | 佐々木真哉                             | 原憲一                        | ハイパー・シンクロン                   | -                        |
| 27   | 光なき世界 ダークシンクロ 氷結のフィッツジェラルド!                           | 10月1日       | 鈴木やすゆき          | 河本昇悟            | 町田住人                               | 野口啓生                      | 氷結のフィッツジェラルド               | ジェイ・シー・エフ       |
| 28   | すべてを呑みこむ闇 不滅のダークシグナー                                       | 10月8日       | 植田浩二              | 飯島正勝            | 久保太郎                               | 丸山修二 小林一三             | ターレット・ウォリアー                 | （同友アニメーション）   |
| 29   | 迫りくる脅威! ダークシグナー牛尾!?                                            | 10月15日      | 鈴木やすゆき          | 中村憲由            | 石川敏浩                               | 波風立流                      | 漆黒のズムウォルト                     | MAP                      |
| 30   | わが名はクロウ! 飛べブラック・バード                                          | 10月22日      | 吉田伸                | せとーけんじ        | 浅利藤彰                               | 南伸一郎                      | BF-暁のシロッコ                        | スタジオフラッグ         |
| 31   | 故郷と仲間 再会のタッグ・ライディング!                                        | 10月29日      | 植田浩二              | 河本昇悟            | 武藤公春                               | 武藤公春                      | BF-アーマード・ウィング                | （同友アニメーション）   |
| 32   | 自由の象徴 ダイダロスブリッジ                                                 | 11月5日       | 彦久保雅博            | 政木伸一            | 政木伸一                               | こかいゆうじ                  | DTカタストローグ DTカオスローグ        | アニメーションプラネット |
| 33   | 復讐の劫火! かつての友 鬼柳京介                                               | 11月12日      | 鈴木やすゆき          | 飯島正勝            | 高田昌宏                               | 原憲一                        | インフェルニティ・デーモン             | -                        |
| 34   | ダークシンクロ! いでよワンハンドレッド・アイ・ドラゴン                        | 11月19日      | 鈴木やすゆき          | 佐々木真哉 小野勝巳 | 佐々木真哉                             | 小林一三                      | ワンハンドレッド・アイ・ドラゴン       | （同友アニメーション）   |
| 35   | 戦慄! 地縛神コカパク・アプ                                                    | 11月26日      | 植田浩二              | 中村憲由            | 町田住人                               | 井上善勝                      | 地縛神 Ccapac Apu                      | アゼータ・ピクチャーズ   |
| 36   | 勇気と力をドッキング! シンクロ召喚!パワー・ツール・ドラゴン                   | 12月3日       | 吉田伸                | 河本昇悟            | 石川敏浩                               | 波風立流                      | パワー・ツール・ドラゴン               | MAP                      |
| 37   | 潜入!アルカディアムーブメント 私のターンなんだから!                           | 12月10日      | 吉田伸                | せとーけんじ        | 武藤公春                               | 武藤公春                      | 占い魔女フウちゃん                     | （同友アニメーション）   |
| 38   | 蘇りし魂 燃えさかる新たなジオグリフ                                           | 12月17日      | 吉田伸                | 飯島正勝            | 浅利藤彰                               | 南伸一郎                      | フォーチュンレディ・ライティー         | スタジオフラッグ         |
| 39   | 降臨!2体の地縛神                                                              | 12月24日      | 吉田伸                | 政木伸一            | 政木伸一                               | こかいゆうじ                  | 地縛神 Ccaryhua                        | アニメーションプラネット |
| 40   | 戻れない過去 閉ざされた心の扉                                                 | 2009年 1月7日 | 鈴木やすゆき          | 中村憲由            | ながおまこと                           | 小林一三                      | イービル・ソーン                       | （同友アニメーション）   |
| 41   | 悲しみ故の憎悪! 受け止めろスターダスト・ドラゴン                              | 1月14日       | 鈴木やすゆき          | 菱川直樹            | 菱川直樹                               | 原憲一                        | ブラック・ローズ・ドラゴン             | -                        |
| 42   | 集結!赤き竜の戦士たち!                                                        | 1月21日       | 植田浩二              | 小野勝巳            | せとーけんじ                           | 小林一幸                      | スターダスト・ドラゴン                 | -                        |
| 43   | それぞれの決意 心から信じられるもの                                           | 1月28日       | 植田浩二              | 河本昇悟            | 石川敏浩                               | 波風立流                      | ジェスター・ロード                     | MAP                      |
| 44   | 神風を巻き起こせ! ブラックフェザー・アームズ・ウィング                        | 2月4日        | 植田浩二              | せとーけんじ        | 奈須川充                               | 奈須川充                      | BF-アームズ・ウィング                  | エクラアニマル           |
| 45   | 対決!蜘蛛の痣をもつ男                                                         | 2月11日       | 鈴木やすゆき          | 河本昇悟            | 武藤公春                               | 武藤公春                      | ロード・ウォリアー                     | （同友アニメーション）   |
| 46   | 17年前の真実 隠されたダークシグナーの罠                                       | 2月18日       | 鈴木やすゆき          | 飯島正勝            | 高田昌宏 Choi Hoon Chel Lee Kyoung Soo | Choi Hoon Chel Lee Kyoung Soo | 地縛神 Uru                             | （同友アニメーション）   |
| 47   | 猿の地上絵の痣をもつ男                                                        | 2月25日       | 吉田伸                | 政木伸一            | 政木伸一                               | こかいゆうじ                  | マジシャンズ・エイプ                   | アニメーションプラネット |
| 48   | マイナスワールド 白き獅子レグルスを探せ                                       | 3月4日        | 植田浩二              | ながおまこと        | ながおまこと                           | 小林一三                      | ファイターズ・エイプ                   | （同友アニメーション）   |
| 49   | マイナスをつかさどる王 猿魔王ゼーマン                                         | 3月11日       | 植田浩二              | 菱川直樹            | 菱川直樹                               | 原憲一                        | 猿魔王ゼーマン                         | -                        |
| 50   | マイナスの呪い 捕らわれたエンシェント・フェアリー・ドラゴン                   | 3月18日       | 植田浩二              | 河本昇悟            | 石川敏浩                               | 波風立流                      | 地縛神 Cusillu                         | MAP                      |
| 51   | 転生せよ! 限界突破のライディング・デュエル                                    | 3月25日       | 吉田伸                | 中村憲由            | 武藤公春                               | 武藤公春                      | 急降下ボム                             | （同友アニメーション）   |
| 52   | カードが紡ぐ想いの果てに                                                      | 4月1日        | 吉田伸                | せとーけんじ        | 奈須川充                               | 奈須川充                      | BF-大旆のヴァーユ                      | エクラアニマル           |
| 53   | 吹きすさべ嵐 ブラックフェザー孤高のシルバー・ウィンド                         | 4月8日        | 吉田伸                | 江上潔              | 政木伸一                               | こかいゆうじ                  | 地縛神 Chacu Challhua                  | アニメーションプラネット |
| 54   | ラストデュエル! チームサティスファクション                                    | 4月15日       | 鈴木やすゆき          | ながおまこと        | ながおまこと                           | 小林一三                      | マックス・ウォリアー                   | （同友アニメーション）   |
| 55   | 仲間たちの想い、救世竜セイヴァー・ドラゴン                                    | 4月22日       | 鈴木やすゆき          | 河本昇悟            | 菱川直樹                               | 箕輪悟                        | 救世竜セイヴァー・ドラゴン             | （同友アニメーション）   |
| 56   | 17年前の誓い モーメントが導く運命                                             | 4月29日       | 吉田伸                | 飯島正勝            | 石川敏浩                               | 波風立流                      | クイック・シンクロン                   | MAP                      |
| 57   | 心の闇 残された最後の希望                                                     | 5月6日        | 吉田伸                | 菱川直樹            | 菱川直樹                               | 原憲一                        | ゼロ・ガードナー                       | -                        |
| 58   | その先にある運命! 地獄の覇者ダークキング                                      | 5月13日       | 植田浩二              | 河本昇悟            | 武藤公春                               | 武藤公春                      | 血涙のオーガ                           | （同友アニメーション）   |
| 59   | 孤高の光 セイヴァー・デモン・ドラゴン                                         | 5月20日       | 植田浩二              | 政木伸一            | 政木伸一                               | こかいゆうじ                  | バトルフェーダー                       | アニメーションプラネット |
| 60   | サッド・ストーリー 〜悲しみの記憶〜                                           | 5月27日       | 早川正                | 中村憲由            | 奈須川充                               | 奈須川充                      | 黒薔薇の魔女                           | エクラアニマル           |
| 61   | 真実の果てに                                                                  | 6月3日        | 早川正                | ながおまこと        | ながおまこと                           | 小林一三                      | バッド・エンド・クイーン・ドラゴン     | （同友アニメーション）   |
| 62   | 最後の戦い! 2つの神をもつ男                                                   | 6月10日       | 鈴木やすゆき          | 河本昇悟            | 石川敏浩                               | 波風立志                      | 太陽龍インティ                         | MAP                      |
| 63   | 最強の地縛神! ウィラコチャラスカ!                                             | 6月17日       | 鈴木やすゆき          | 飯島正勝            | 武藤公春                               | 武藤公春                      | 地縛神 Wiraqocha Rasca                 | （同友アニメーション）   |
| 64   | オレたちの未来へ!                                                             | 6月24日       | 鈴木やすゆき          | 菱川直樹            | 菱川直樹                               | 原憲一                        | セイヴァー・スター・ドラゴン           | -                        |
| 65   | 新たなる脅威                                                                  | 7月1日        | 吉田伸                | 江上潔              | 政木伸一                               | こかいゆうじ                  | ワイズ・コア                           | アニメーションプラネット |
| 66   | 進化の証 シンクロモンスター                                                   | 7月8日        | 吉田伸                | 河本昇悟            | 浅利藤彰                               | 小林一三                      | スピード・ワールド2                    | （同友アニメーション）   |
| 67   | デュエルアカデミアの伝統! アンティーク・ギアゴーレム                          | 7月15日       | 植田浩二              | 中村憲由            | 石川敏浩                               | 波風立志                      | エキセントリック・ボーイ               | MAP                      |
| 68   | 老人の記憶 くず鉄ファミリーデッキ                                             | 7月22日       | 早川正                | ながおまこと        | 武藤公春                               | 武藤公春                      | キッズ・ジャンク                       | （同友アニメーション）   |
| 69   | 脅威!ローントークン地獄                                                       | 7月29日       | 福嶋幸典              | 飯島正勝            | 奈須川充                               | 奈須川充                      | スマイル・キッズ                       | エクラアニマル           |
| 70   | 神隠しの森 スリーピービューティー                                             | 8月5日        | 植田浩二              | 河本昇悟            | おゆなむ                               | In Tea Sun                    | パワー・ツール・ドラゴン               | （同友アニメーション）   |
| 71   | 捕らわれた遊星                                                                | 8月12日       | 鈴木やすゆき          | 政木伸一            | 政木伸一                               | こかいゆうじ                  | ケンタウルミナ                         | アニメーションプラネット |
| 72   | 風の中にあるもの                                                              | 8月19日       | 鈴木やすゆき          | 菱川直樹            | 菱川直樹                               | 原憲一                        | フルール・ド・シュヴァリエ             | -                        |
| 73   | シンクロ召喚を封じた先に…                                                     | 8月26日       | 福嶋幸典              | 江上潔              | 浅利藤彰                               | 小林一三                      | ソード・マスター                       | （同友アニメーション）   |
| 74   | さらなる進化! アクセルシンクロ                                                | 9月2日        | 福嶋幸典              | 飯島正勝            | 石川敏浩                               | 波風立志                      | ドリル・ウォリアー                     | MAP                      |
| 75   | 十六夜アキ アクセラレーション!                                                | 9月9日        | 早川正                | 高田昌宏            | おゆなむ                               | In Tea Sun                    | スプレンディッド・ローズ               | （同友アニメーション）   |
| 76   | 誇り高き デーモン・カオス・キング                                             | 9月16日       | 植田浩二              | 中村憲由            | 武藤公春                               | 武藤公春                      | デーモン・カオス・キング               | （同友アニメーション）   |
| 77   | 登場!スーパーエリート転校生                                                   | 9月23日       | 福嶋幸典              | 政木伸一            | 政木伸一                               | こかいゆうじ                  | ローズ・バード                         | アニメーションプラネット |
| 78   | 甦る悪夢!機皇帝スキエル                                                       | 9月30日       | 福嶋幸典              | 葛谷直行            | 奈須川充                               | 奈須川充                      | D・クリーナン                          | エクラアニマル           |
| 79   | まだ見ぬ世界へ                                                                | 10月7日       | 吉田伸                | 小野勝巳            | 高田昌宏                               | 野口啓生                      | スターダスト・ドラゴン                 | -                        |
| 80   | 謎のスーパーメカニック                                                        | 10月14日      | 吉田伸                | 福冨ひろし          | 浅利藤彰                               | 小林一三                      | 聖なるバリア-ミラーフォース-           | （同友アニメーション）   |
| 81   | イェーガー捕獲作戦!                                                           | 10月21日      | 山下憲一              | 江上潔              | 石川敏浩                               | 波風立志                      | レベル・スティーラー                   | MAP                      |
| 82   | 不動遊星 敗北確率100%!                                                        | 10月28日      | 吉田伸                | 政木伸一            | 政木伸一                               | こかいゆうじ                  | アースクエイク・ジャイアント           | アニメーションプラネット |
| 83   | 容疑者!?ジャック・アトラス                                                    | 11月4日       | 植田浩二              | 高田昌宏            | 武藤公春                               | 武藤公春                      | レッド・デーモンズ・ドラゴン           | （同友アニメーション）   |
| 84   | もう一人のジャック                                                            | 11月11日      | 植田浩二              | 中原れい            | 久保太郎 Park Chi Man                  | Park Chi Man                  | トラスト・ガーディアン                 | （同友アニメーション）   |
| 85   | ポッポタイムの古時計                                                          | 11月18日      | 早川正                | 中村憲由            | 石川敏浩                               | 波風立志                      | 時の魔術師                             | MAP                      |
| 86   | クラッシュタウン                                                              | 11月25日      | 鈴木やすゆき          | 菱川直樹            | おゆなむ                               | In Tea Sun                    | インフェルニティ・デストロイヤー       | （同友アニメーション）   |
| 87   | 鬼柳救出! さまよえる決闘者の街                                                | 12月2日       | 鈴木やすゆき          | 飯島正勝            | Park Chi Man                           | Park Chi Man                  | ブースト・ウォリアー                   | （同友アニメーション）   |
| 88   | 勝利の先にある罠                                                              | 12月9日       | 鈴木やすゆき          | 福冨ひろし          | おゆなむ                               | In Tea Sun                    | インフェルニティ・デス・ドラゴン       | （同友アニメーション）   |
| 89   | ガトリング・オーガの恐怖                                                      | 12月16日      | 鈴木やすゆき          | 飯島正勝            | Park Chi Man                           | Park Chi Man                  | ガトリング・オーガ                     | （同友アニメーション）   |
| 90   | 死闘のライディングデュエル                                                    | 12月23日      | 鈴木やすゆき          | 菱川直樹            | Han Young Hoon                         | Han Young Hoon                | ビッグ・キャノン・オーガ               | （同友アニメーション）   |
| 91   | タッグデュエル 鬼柳・遊星vsロットン                                           | 2010年 1月6日 | 鈴木やすゆき          | 江上潔              | Park Chi Man                           | Park Chi Man                  | インフェルニティ・ゼロ                 | （同友アニメーション）   |
| 92   | サティスファクション                                                          | 1月13日       | 鈴木やすゆき          | 菱川直樹            | おゆなむ                               | In Tea Sun                    | インフェルニティ・デス・ガンマン       | （同友アニメーション）   |
| 93   | 戦慄!主従の覚悟!!                                                             | 1月20日       | 山下憲一              | 福冨ひろし          | 高田昌宏                               | 原憲一                        | 不退の荒武者                           | -                        |
| 94   | 追憶 朋友が託した遺志                                                         | 1月27日       | 福嶋幸典              | 江上潔              | 浅利藤彰                               | 小林一三                      | WW-鉄槌のヘイル                        | （同友アニメーション）   |
| 95   | 舞い上がれ! ブラックフェザー・ドラゴン!!                                      | 2月3日        | 福嶋幸典              | 中村憲由            | 石川敏浩                               | 波風立志                      | ブラックフェザー・ドラゴン             | MAP                      |
| 96   | 結成!チーム5D's                                                               | 2月10日       | 吉田伸                | 政木伸一            | 政木伸一                               | こかいゆうじ                  | 森の番人グリーン・バブーン             | アニメーションプラネット |
| 97   | 絶望と葛藤の先に…                                                             | 2月17日       | 植田浩二              | 河本昇悟            | 武藤公春                               | 武藤公春                      | ナチュル・ガオドレイク                 | -                        |
| 98   | WRGP開幕 チーム5D's vs チームユニコーン                                       | 2月24日       | 吉田伸                | 奈須川充            | 奈須川充                               | 奈須川充                      | パラレル・セレクト                     | エクラアニマル           |
| 99   | 燃えろ! フェニキシアン・クラスター・アマリリス                                | 3月3日        | 吉田伸                | セトウケンジ        | 高田昌宏                               | 野口啓生 大木賢一             | サンダー・ユニコーン                   | -                        |
| 100  | 窮地 ラスト・ホイーラー遊星                                                   | 3月10日       | 植田浩二              | 高田昌宏            | 浅利藤彰                               | 小林一三                      | ボルテック・バイコーン                 | -                        |
| 101  | フォア・ザ・チーム                                                            | 3月17日       | 川瀬敏文              | 飯島正勝            | 篠幸裕                                 | 柳瀬雄之                      | ジャンク・デストロイヤー               | アニメーションプラネット |
| 102  | ただ勝利のために                                                              | 3月24日       | 山下憲一              | 江上潔              | 石川敏浩                               | 波風立志                      | ライトニング・トライコーン             | MAP                      |
| 103  | 戦いの果てに得たもの                                                          | 3月31日       | 吉田伸                | セトウケンジ        | セトウケンジ                           | 竹内昭                        | 波動竜騎士ドラゴエクィテス             | -                        |
| 104  | 破滅の使者 チームカタストロフ                                                 | 4月7日        | 福嶋幸典              | 政木伸一            | 政木伸一                               | こかいゆうじ                  | ヒドゥン・ナイト-フック-               | アニメーションプラネット |
| 105  | 闇のカード ヒドゥン・ナイト-フック-                                           | 4月14日       | 福嶋幸典              | 江上潔              | 武藤公春                               | 武藤公春                      | パワー・ジャイアント                   | -                        |
| 106  | ゴースト氾濫! 恐怖のバトル・ロイヤル・モード                                  | 4月21日       | 吉田伸                | 菱川直樹            | 菱川直樹                               | 原憲一                        | A・ボム                                | -                        |
| 107  | 覚醒!!揺るがなき境地 クリア・マインド                                         | 4月28日       | 吉田伸                | 河本昇悟            | 徳本善信                               | 関口雅浩 青山正宣             | バスター・ショットマン                 | スタジオビートフロッグ   |
| 108  | 蘇る恐怖 機皇帝ワイゼル                                                       | 5月5日        | 植田浩二              | 奈須川充            | 奈須川充                               | 奈須川充                      | スキエルC5                             | エクラアニマル           |
| 109  | アクセル・シンクロ! 生来せよ! シューティング・スター・ドラゴン                | 5月12日       | 植田浩二              | 浅利藤彰            | 浅利藤彰                               | 小林一三                      | フォーミュラ・シンクロン               | -                        |
| 110  | イリアステルの三皇帝                                                          | 5月19日       | 吉田伸                | 小林一三            | 石川敏浩                               | 波風立志                      | シューティング・スター・ドラゴン       | MAP                      |
| 111  | 古の地 ナスカへ                                                               | 5月26日       | 鈴木やすゆき          | 政木伸一            | 政木伸一                               | こかいゆうじ                  | 祖霊鳥                                 | アニメーションプラネット |
| 112  | 紅蓮の悪魔                                                                    | 6月2日        | 鈴木やすゆき          | 飯島正勝            | 武藤公春                               | 武藤公春                      | 黄泉の餓鬼                             | -                        |
| 113  | 燃え滾る魂! スカーレッド・ノヴァ・ドラゴン                                    | 6月9日        | 鈴木やすゆき          | 江上潔              | 菱川直樹                               | 高橋和徳 大木賢一             | スカーレッド・ノヴァ・ドラゴン         | -                        |
| 114  | イェーガー捕獲作戦II!                                                         | 6月16日       | 川瀬敏文              | 河本昇悟            | 柳瀬雄之                               | 小島智加                      | BF・マイン                             | アスリード               |
| 115  | 謎にせまれ! 詰めライディングデュエル!!                                        | 6月23日       | 山下憲一              | セトウケンジ        | セトウケンジ                           | 小林一三                      | ジェスター・クィーン                   | -                        |
| 116  | モーメント・エクスプレス開発機構                                              | 6月30日       | 吉田伸                | 小林一三            | 石川敏浩                               | 波風立志                      | フューチャー・バトル                   | MAP                      |
| 117  | 歪められた過去                                                                | 7月7日        | 吉田伸                | 江上潔              | 政木伸一                               | こかいゆうじ                  | Z-ONE                                  | アニメーションプラネット |
| 118  | 新たなるライバル                                                              | 7月14日       | 福嶋幸典              | 菱川直樹            | 菱川直樹                               | 原憲一                        | 極神皇トール                           | -                        |
| 119  | 鉄壁のスクラム! 強硬守備を打ち砕け!                                           | 7月21日       | 福嶋幸典              | 飯島正勝            | 武藤公春                               | 武藤公春                      | 手をつなぐ魔人                         | -                        |
| 120  | 想いをつなげ! 手をつなぐ魔人                                                  | 7月28日       | 川瀬敏文              | 江上潔              | 中島豊秋                               | 高橋和徳                      | キーメイス                             | G&Gディレクション        |
| 121  | 奇跡の切り札 眠れる巨人ズシン!                                                | 8月4日        | 吉田伸                | 奈須川充            | 奈須川充                               | 奈須川充                      | 眠れる巨人ズシン                       | エクラアニマル           |
| 122  | 信じる力! 最強の巨人ズシン vs シューティング・スター・ドラゴン                | 8月11日       | 山下憲一              | セトウケンジ        | セトウケンジ                           | 小林一三                      | モンスター・バトン                     | -                        |
| 123  | ルーンの瞳のデュエリスト                                                      | 8月18日       | 川瀬敏文              | 小林一三            | 石川敏浩                               | 波風立志                      | トップ・ランナー                       | MAP                      |
| 124  | 傷つけられたプライド                                                          | 8月25日       | 福嶋幸典              | 政木伸一            | 政木伸一                               | こかいゆうじ                  | 極神皇トール                           | アニメーションプラネット |
| 125  | 魂の戦い! 極神皇トール vs スカーレッド・ノヴァ・ドラゴン                      | 9月1日        | 福嶋幸典              | 河本昇悟            | 武藤公春                               | 武藤公春                      | スカーレッド・ノヴァ・ドラゴン         | -                        |
| 126  | 降臨!第二の神極神皇ロキ                                                       | 9月8日        | 鈴木やすゆき          | 江上潔              | 徳本善信                               | 関口雅浩                      | 極神皇ロキ                             | スタジオビートフロッグ   |
| 127  | 激闘!運命を賭けた黒い羽!                                                      | 9月15日       | 鈴木やすゆき          | 飯島正勝            | 柳瀬雄之                               | 岡田万衣子                    | ブラックフェザー・ドラゴン             | アスリード               |
| 128  | 不死身の三極神! 叫べ、セイヴァー・スター・ドラゴン!                           | 9月22日       | 吉田伸                | セトウケンジ        | 茉田哲明                               | Lee Suk In                    | 極神聖帝オーディン                     | -                        |
| 129  | ギャラルホルン! 終焉へのカウントダウン                                        | 9月29日       | 吉田伸                | 河本昇悟            | 菱川直樹                               | 原憲一                        | 極星邪狼フェンリル                     | -                        |
| 130  | 未来へつなぐ、仲間との絆                                                      | 10月6日       | 吉田伸                | 小野勝巳            | 小野勝巳                               | 小林一幸                      | シューティング・スター・ドラゴン       | -                        |
| 131  | 未来を賭けた戦い! 機皇帝スキエル vs スカーレッド・ノヴァ・ドラゴン            | 10月13日      | 川瀬敏文              | 小林一三            | 石川敏浩                               | 波風立志                      | フォース・リゾネーター                 | MAP                      |
| 132  | 強襲!!機皇帝ワイゼル                                                          | 10月20日      | 福嶋幸典              | 江上潔              | 武藤公春                               | 武藤公春                      | 機皇帝グランエル∞                      | -                        |
| 133  | 立ちはだかる巨帝! 機皇帝グランエル                                            | 10月27日      | 山下憲一              | 政木伸一            | 政木伸一                               | こかいゆうじ                  | BF-極光のアウロラ                      | アニメーションプラネット |
| 134  | 破滅の道! シンクロ召喚が行きつく未来                                          | 11月10日      | 鈴木やすゆき          | 河本昇悟            | 篠幸裕                                 | 小林一幸 井口忠一             | 波動の壁-ウェーブ・ウォール            | -                        |
| 135  | 絶望の魔人! 機皇神マシニクルインフィニティ・キュービック                      | 11月17日      | 川瀬敏文              | 奈須川充            | 奈須川充                               | 奈須川充                      | 機皇神マシニクル∞3                     | エクラアニマル           |
| 136  | 決死の攻防! 機皇神vsシンクロモンスター                                        | 11月24日      | 福嶋幸典              | 飯島正勝            | 茉田哲明                               | No Gill Bo                    | ガード・マスター                       | -                        |
| 137  | 迫りくる恐怖 神の居城「アーククレイドル」                                     | 12月1日       | 吉田伸                | 河本昇悟            | 菱川直樹                               | 原憲一                        | シューティング・スター・ドラゴン       | -                        |
| 138  | 未来への架け橋 虹の橋ビフレスト                                               | 12月8日       | 吉田伸                | 小林一三            | 石川敏浩                               | 波風立志                      | 虹の橋ビフレスト                       | MAP                      |
| 139  | 幻惑のフィールド! エコール・ド・ゾーン                                        | 12月15日      | 山下憲一              | 江上潔              | 武藤公春                               | 武藤公春                      | ブラック・ローズ・ドラゴン             | -                        |
| 140  | 魂縛門!封じられた未来!                                                        | 12月22日      | 山下憲一              | 政木伸一            | 政木伸一                               | こかいゆうじ                  | 時花の魔女-フルール・ド・ソルシエール  | アニメーションプラネット |
| 141  | 絶望のデュエル! 機動要塞フォルテシモ!                                         | 12月28日      | 鈴木やすゆき          | 河本昇悟            | 篠幸裕                                 | 小林一幸 井口忠一             | 機動要塞フォルテシモ                   | -                        |
| 142  | 生死を懸けた闘い! 機皇神龍アステリスク                                        | 2011年 1月5日 | 鈴木やすゆき          | 江上潔              | 奈須川充                               | 奈須川充                      | 機皇神龍アステリスク                   | エクラアニマル           |
| 143  | 命の奇跡、ライフ・ストリーム・ドラゴン!!                                      | 1月12日       | 鈴木やすゆき 川瀬敏文 | 飯島正勝            | 茉田哲明                               | Lee Suk In                    | ライフ・ストリーム・ドラゴン           | -                        |
| 144  | 終焉の起源 未来の為の死闘!                                                    | 1月19日       | 川瀬敏文              | 河本昇悟            | 徳本善信                               | 関口雅浩                      | ジャンク・バーサーカー                 | スタジオビートフロッグ   |
| 145  | 光よりも速く!!                                                                | 1月26日       | 川瀬敏文              | 菱川直樹            | 菱川直樹                               | 原憲一                        | TG ハルバード・キャノン MAXXX-∞        | -                        |
| 146  | 最後の一人 Z-ONE                                                              | 2月2日        | 福嶋幸典              | 江上潔              | 武藤公春                               | 武藤公春                      | 時械神メタイオン                       | -                        |
| 147  | 未来へつなぐ希望!                                                             | 2月9日        | 福嶋幸典              | 河本昇悟            | 所俊克                                 | 波風立志                      | 時械神ラツィオン                       | MAP                      |
| 148  | ただ1枚に懸けた勝機                                                           | 2月16日       | 山下憲一              | 政木伸一            | 政木伸一                               | こかいゆうじ                  | ブラック・ローズ・ドラゴン             | アニメーションプラネット |
| 149  | 蘇った英雄                                                                    | 2月23日       | 山下憲一              | 江上潔              | 奈須川充                               | 奈須川充                      | 時械神サンダイオン                     | エクラアニマル           |
| 150  | 父が託した想い                                                                | 3月2日        | 山下憲一              | 河本昇悟            | 徳本善信                               | 関口雅浩 小野和寛             | ライフ・ストリーム・ドラゴン           | スタジオビートフロッグ   |
| 151  | 集いし願い                                                                    | 3月9日        | 吉田伸                | 菱川直樹 河本昇悟   | 菱川直樹                               | 原憲一                        | シューティング・クェーサー・ドラゴン   | -                        |
| 152  | 進むべき未来                                                                  | 3月23日       | 鈴木やすゆき          | 小野勝巳            | 所俊克                                 | 波風立志                      | レッド・デーモンズ・ドラゴン           | MAP                      |
| 153  | ぶつかり合う魂!                                                               | 3月30日       | 鈴木やすゆき          | 小野勝巳            | 政木伸一                               | こかいゆうじ                  | クリムゾン・ブレーダー                 | アニメーションプラネット |
| 154  | 光り差す未来へ                                                                | 3月30日       | 吉田伸                | 小野勝巳            | 小野勝巳                               | 丸山修二                      | ジャンク・ウォリアー                   | -                        |

## 放送局
| 放送地域       | 放送局           | 放送期間                                                                                 | 放送日時                                                 | 系列           | 備考             |
| -------------- | ---------------- | ---------------------------------------------------------------------------------------- | -------------------------------------------------------- | -------------- | ---------------- |
| 関東広域圏     | テレビ東京       | 2008年4月2日 - 2011年3月30日                                                             | 水曜 18:00 - 18:30                                       | テレビ東京系列 | 製作局           |
| 北海道         | テレビ北海道     | 2008年4月2日 - 2011年3月30日                                                             | 水曜 18:00 - 18:30                                       | テレビ東京系列 | 同時ネット       |
| 愛知県         | テレビ愛知       | 2008年4月2日 - 2011年3月30日                                                             | 水曜 18:00 - 18:30                                       | テレビ東京系列 | 同時ネット       |
| 大阪府         | テレビ大阪       | 2008年4月2日 - 2011年3月30日                                                             | 水曜 18:00 - 18:30                                       | テレビ東京系列 | 同時ネット       |
| 岡山県・香川県 | テレビせとうち   | 2008年4月2日 - 2011年3月30日                                                             | 水曜 18:00 - 18:30                                       | テレビ東京系列 | 同時ネット       |
| 福岡県         | TVQ九州放送      | 2008年4月2日 - 2011年3月30日                                                             | 水曜 18:00 - 18:30                                       | テレビ東京系列 | 同時ネット       |
| 奈良県         | 奈良テレビ       | 2008年6月8日 - 2011年6月26日                                                             | 日曜 10:29 - 10:55                                       | 独立局         |                  |
| 三重県         | 三重テレビ       | 2009年3月13日 - 2012年3月23日                                                            | 金曜 17:00 - 17:30                                       | 独立局         |                  |
| 新潟県         | 新潟テレビ21     | 2009年4月4日 - 2011年3月26日 2011年4月3日 - 11月20日                                     | 土曜 6:00 - 6:30 日曜 5:20 - 5:50                        | テレビ朝日系列 | [ 47 ]           |
| 静岡県         | 静岡朝日テレビ   | 2009年4月5日 - 2011年3月27日 2011年3月31日 - 2012年6月28日                               | 日曜 6:30 - 7:00 金曜 3:00 - 3:30（木曜深夜）            | テレビ朝日系列 | [ 47 ] [ 48 ]    |
| 宮城県         | 東日本放送       | 2009年4月12日 - 2011年3月27日                                                            | 日曜 6:00 - 6:30                                         | テレビ朝日系列 | 第96話で打ち切り |
| 広島県         | 広島ホームテレビ | 2009年4月26日 - 2011年3月27日                                                            | 日曜 6:00 - 6:30                                         | テレビ朝日系列 | 第95話で打ち切り |
| 宮崎県         | 宮崎放送         | 2009年6月9日 - 2012年7月17日                                                             | 火曜 15:00 - 15:30                                       | TBS系列        |                  |
| 滋賀県         | びわ湖放送       | 2009年12月9日 - 2011年9月28日 2011年10月6日 - 2012年3月29日 2012年4月5日 - 2013年1月17日 | 水曜 19:00 - 19:30 木曜 18:30 - 19:00 木曜 18:25 - 18:55 | 独立局         |                  |

## ジャンプスーパーアニメツアー

### 遊☆戯☆王5D's 進化する決闘! スターダストVSレッド・デーモンズ
2008年9月21日から日本各地計10か所で開催された「ジャンプスーパーアニメツアー2008」で上映されたアニメ。ジャンプスーパーアニメツアーでは前半部分のみが上映された。2008年11月15日にコナミデジタルエンタテインメントから発売された『遊☆戯☆王ファイブディーズ オフィシャルカードゲーム デュエリストボックス』に全編が収録されたDVDが同梱されている。TVアニメより先行して遊星とジャックの対決が描かれている。
キャスト
- 不動遊星：宮下雄也（RUN&GUN）
- ジャック・アトラス：星野貴紀
- 十六夜アキ：木下あゆ美
- MC：ベルナール・アッカ
- 龍亞：洞内愛
- 龍可：寺崎裕香

スタッフ
- 企画：松下洋子
- 脚本：冨岡淳広
- 作画監督：和田高明
- 監督・絵コンテ・演出：菱川直樹
- 監修：小野勝巳

主題歌
- オープニングテーマ『絆-キズナ-』歌：Kra
- エンディングテーマ『START』歌：中河内雅貴

### 2009年版
2009年10月12日から開催された「ジャンプスーパーアニメツアー2009」にて上映された2009年版。アニメ10周年を記念して、過去作品のダイジェストや後述の劇場版の予告映像などが公開された。映像ソフト化はされていない。

## 関連商品

### DVD
全てキングレコード/マーベラスエンターテイメントよりDVDボックスとして発売。1巻につき12話収録、13巻のみ10話収録。特典として設定資料とポストカードが付属している。単体での販売はレンタル販売のみで全39巻の取り扱い。基本的に放送内容と差異はないが、最終話のみエンディングの一部が異なる。
- 遊☆戯☆王5D's DVDシリーズ DUEL BOX 1（2008年9月17日発売）
- 遊☆戯☆王5D's DVDシリーズ DUEL BOX 2（2008年12月17日発売）
- 遊☆戯☆王5D's DVDシリーズ DUEL BOX 3（2009年3月18日発売）
- 遊☆戯☆王5D's DVDシリーズ DUEL BOX 4（2009年6月17日発売）
- 遊☆戯☆王5D's DVDシリーズ DUEL BOX 5（2009年9月16日発売）
- 遊☆戯☆王5D's DVDシリーズ DUEL BOX 6（2009年12月16日発売）
- 遊☆戯☆王5D's DVDシリーズ DUEL BOX 7（2010年3月17日発売）
- 遊☆戯☆王5D's DVDシリーズ DUEL BOX 8（2010年6月16日発売）
- 遊☆戯☆王5D's DVDシリーズ DUEL BOX 9（2010年9月15日発売）
- 遊☆戯☆王5D's DVDシリーズ DUEL BOX 10（2010年12月15日発売）
- 遊☆戯☆王5D's DVDシリーズ DUEL BOX 11（2011年3月16日発売）
- 遊☆戯☆王5D's DVDシリーズ DUEL BOX 12（2011年6月15日発売）
- 遊☆戯☆王5D's DVDシリーズ DUEL BOX 13（2011年9月21日発売）

### CD
全てマーベラスエンターテイメントより発売。特典にジャケットの絵柄と同じステッカーが付属。
- 遊戯王5D's SOUND DUEL 01（2008年11月12日発売）

初回生産分は曲目「運命」と「ドラゴン」、「ジャック・アトラス」と「敵攻」が同じ曲であり、「十六夜バトル」は収録予定とは違う曲だったためメーカーからの回収が行われた。
- 遊戯王5D's SOUND DUEL 02（2009年12月23日発売、2枚組み）
- 遊戯王5D's SOUND DUEL 03（2011年02月16日発売、2枚組み）
- 遊戯王シリーズ ヴォーカルベスト2（2009年12月23日発売。遊戯王GXの曲と同梱、第三期のOP/EDまで収録）

### コンピューターゲーム
全てコナミデジタルエンタテインメントより発売。
『遊☆戯☆王ファイブディーズ デュエルターミナル』
アーケードゲーム、2008年3月下旬より稼動開始。筐体から排出される専用のカードを使って遊ぶトレーディングカードアーケードゲーム。
『遊☆戯☆王5D's Wheelie Breakers』
Wii、2009年3月26日発売。遊☆戯☆王シリーズでは初のレースゲーム作品。
『遊☆戯☆王5D's STARDUST ACCELERATOR -WORLD CHAMPIONSHIP 2009-』
DS、2009年3月26日発売。デュエル・オブ・フォーチュンカップ編を題材にした作品。
『遊☆戯☆王ファイブディーズ タッグフォース4』
PSP、2009年9月17日発売。ダークシグナー編を題材にした作品。
『遊☆戯☆王5D's WORLD CHAMPIONSHIP 2010 Reverse of Arcadia』
ニンテンドーDS、2010年2月18日発売。ダークシグナー編を題材にした作品。
『遊☆戯☆王ファイブディーズ タッグフォース5』
PSP、2010年9月16日発売。WRGP編を題材にした作品。
『遊☆戯☆王5D's DECADE DUELS』
Xbox 360Live Arcade、2010年11月3日発売。
『遊☆戯☆王5D's WORLD CHAMPIONSHIP 2011 OVER THE NEXUS』
ニンテンドーDS、2011年2月24日発売。WRGP編を題材にした作品。
『遊☆戯☆王5D's Duel Transer』
Wii、2011年4月21日発売
『遊☆戯☆王ファイブディーズ タッグフォース6』
PSP、2011年9月22日発売
『遊☆戯☆王 デュエルリンクス』
スマートフォン・Yahoo!ゲーム、2016年11月17日サービス開始、2018年9月25日より5D'sの舞台・キャラ実装。

### キャラクターグッズ
コナミからは主人公遊星やそのD・ホイール、モンスターを模したフィギュアが発売されており、コスパからはタペストリー、マグカップ、ストラップ、Tシャツなど、キャラクターのイラストや台詞が印刷されたキャラクターグッズが発売されている。また、上述のOCG発売にあわせてデュエルディスク、カードを収納するケースや、計算や各カード処理を行うデバイスなどの関連商品もコナミから発売されている。
- 遊戯王5D's モンスターフィギュアコレクション（コナミ）

第1弾＝2010年1月23日、第2弾＝5月29日、第3弾＝9月25日発売
シグナーの竜や遊戯王シリーズの他の作品に登場するドラゴン達を立体化したフィギュア。台座をデュエルターミナルにセットするとデータカードとして読み込む機能がある。またフィギュアと同種のカードを1枚同梱している。
- 遊☆戯☆王5D's デュエリングデータリーダー（コナミ）

2009年9月26日発売。電子ゲーム。別売のフィギュアを繋ぎ合わせることで、そのモンスターをゲーム内に登場させ遊ぶことができる。
- 遊☆戯☆王5D's デュエリングデータフィギュア（コナミ）

2009年8月8日発売。上記電子ゲームの拡張アイテムでフィギュア単体での販売。全6種が発売された。
- 遊☆戯☆王5D's デュエリングアクションフィギュア

2009年8月8日発売。可動タイプのアクションフィギュアで全5種が発売された。デュエリングの名を冠しているが、上記電子ゲームに繋げて遊ぶことはできない